# Jardin japonais
 (mai 2015).
Le jardin japonais (日本庭園, Nihon teien) est issu de la tradition antique japonaise. Il se trouve aussi bien dans les demeures privées que dans les parcs des villes comme dans les lieux historiques : temples bouddhistes, tombeaux shintoïstes, châteaux.
Au Japon, l'aménagement de jardins est un art important et respecté, partageant des codes esthétiques avec la calligraphie et le lavis. Le jardin japonais cherche à interpréter et idéaliser la nature en limitant les artifices. Certains des jardins les plus connus en Occident comme au Japon sont des jardins secs ou « jardins zen », composés de rochers, mousses et graviers.

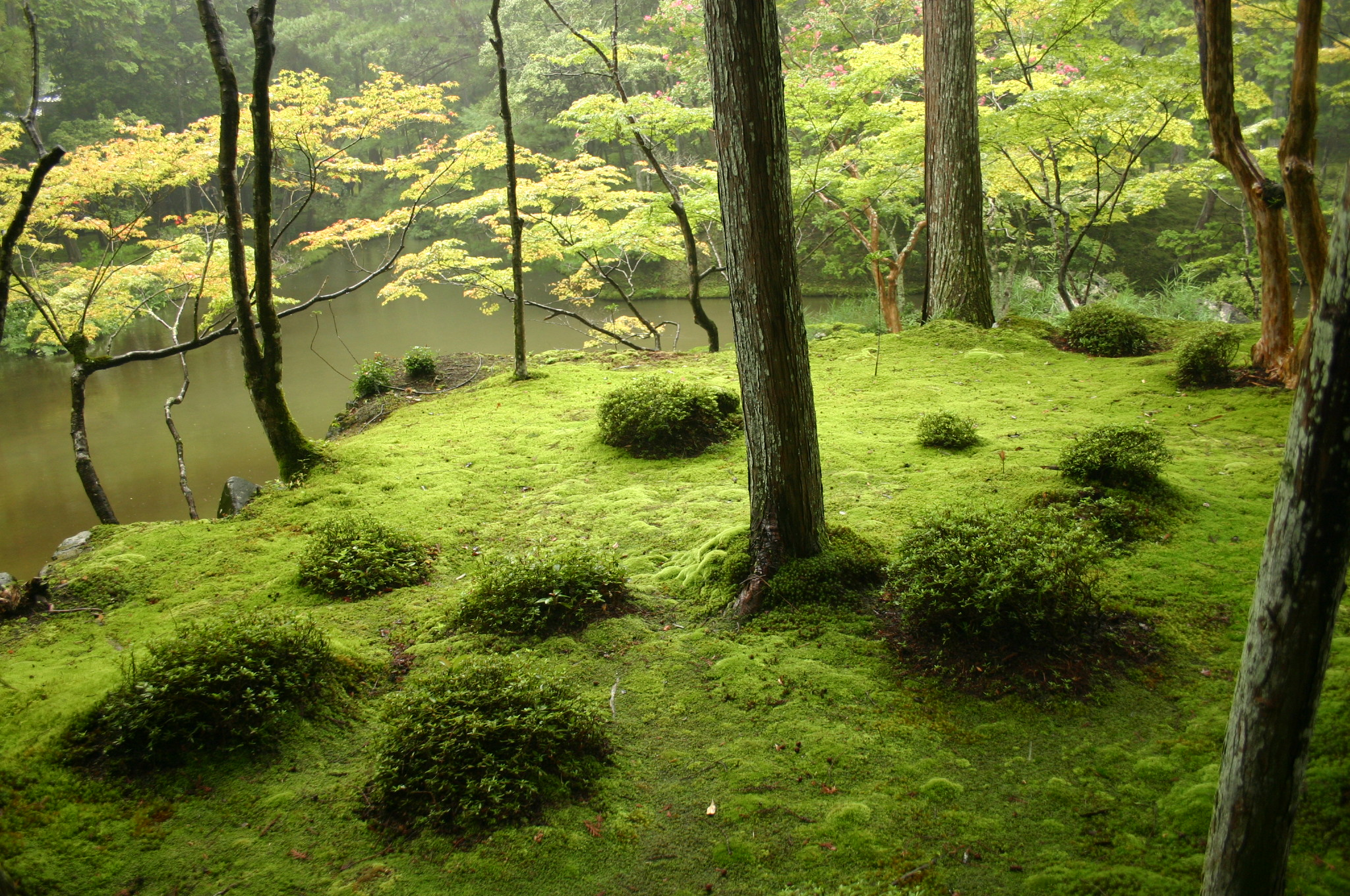
Jardin de mousse du Saihō-ji, près de Kyoto (Patrimoine mondial de l'UNESCO).

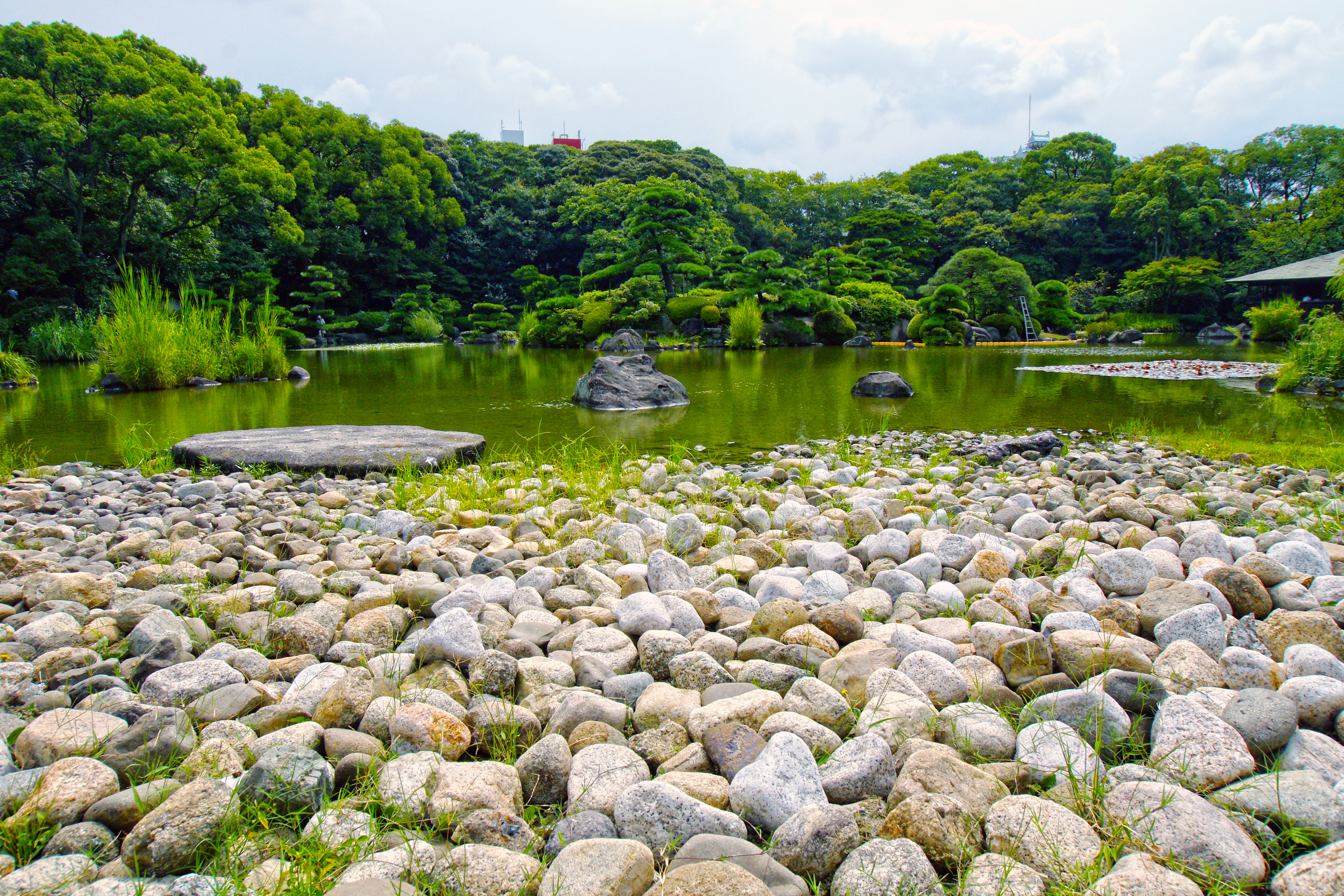
Keitakuen (arrondissement Tennoji, à Osaka).

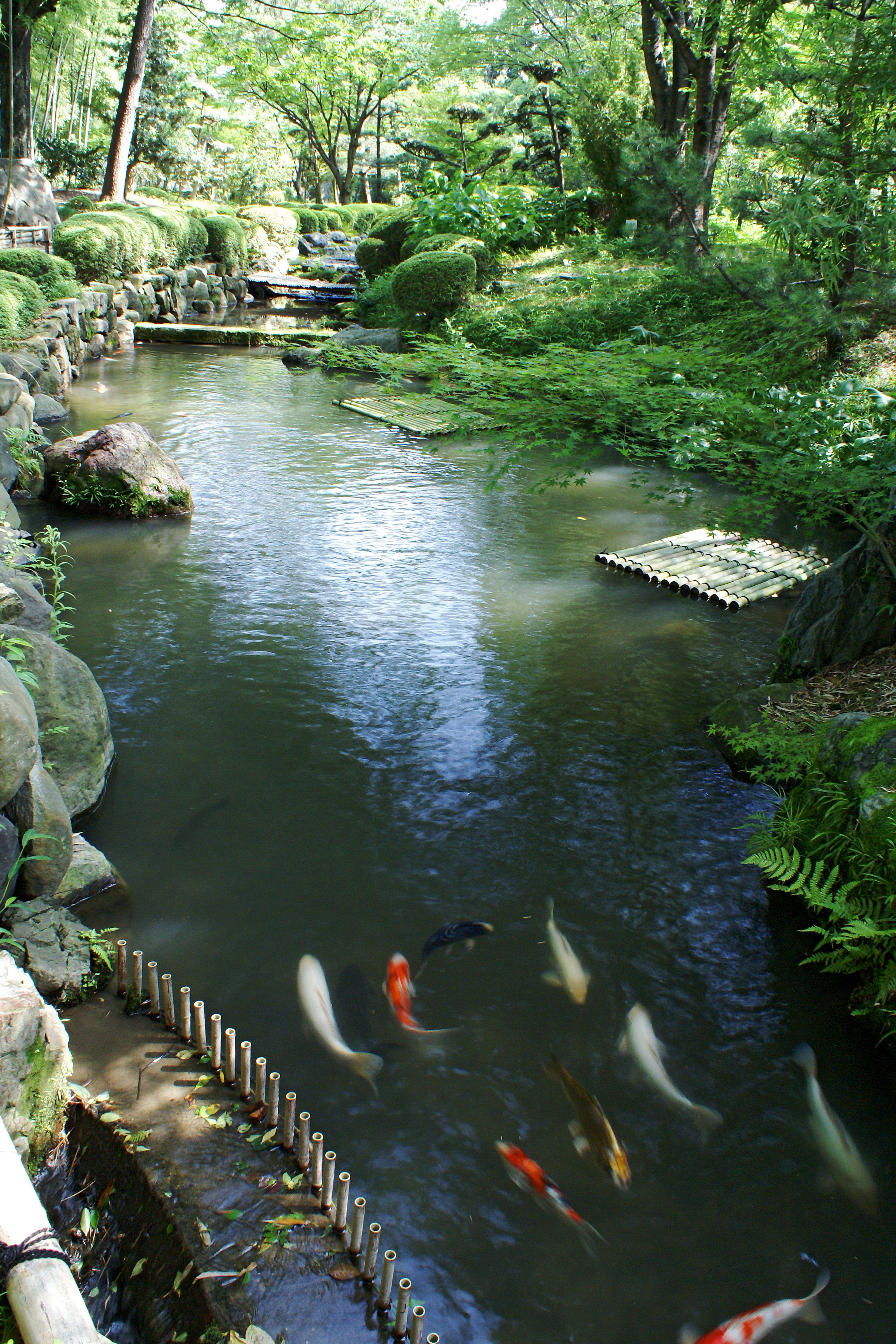
Étang du à Yawata, préfecture de Kyoto.

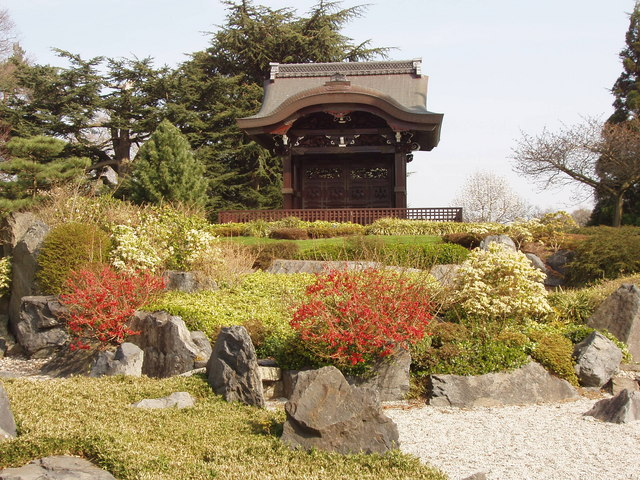
Jardin japonais de Kew (Grand Londres).

## Principes et techniques
La composition d’un jardin japonais suit trois grands principes : la reproduction de la nature en miniature, le symbolisme et la capture de paysages. La miniaturisation a pour but la représentation de scènes différentes (montagnes, lacs, rivières, mer) dans un espace restreint ; en plus d’une réduction de taille, elle opère sur une réduction de la complexité — la simplicité est une caractéristique importante dans la plupart des styles japonais. Le symbolisme est issu de la fonction religieuse des premiers proto-jardins ; il sert également au travail de simplification. Enfin, la capture de paysages utilise des éléments distants extérieurs au jardin (bâtiments, collines, mer) dans sa composition scénique ; elle agit de concert avec les limites imposées du jardin pour l’insérer dans un contexte plus large.

### Le symbolisme
Dans un jardin japonais, parmi les représentations symboliques les plus fréquentes, un gros rocher isolé figure le mont Shumisen (Sumeru) du bouddhisme ou le mont Hōrai du taoïsme, la montagne des immortels. Deux îles ou deux pierres côte à côte, une basse et aplatie, l'autre élevée, représentent une tortue et une grue, qui elles-mêmes symbolisent la longévité et le bonheur. Des groupes de rochers peuvent représenter le Bouddha et ses disciples : un trio figure alors Shakyamuni entouré de Monja et Fuken ; Josiah Conder, un architecte britannique installé à Tokyo en 1877, détaille même un groupement de 48 pierres dans le jardin d'un temple. Ce symbolisme se raffine avec le temps : les premières îles « grue et tortue » ont des formes évidentes, qui sont de plus en plus suggérées au fil des générations. L'influence du bouddhisme zen ajoute le symbolisme de la partie pour le tout, et mène à un niveau extrême d'abstraction.

### La perspective
La perspective d'un jardin japonais est liée au principe de miniaturisation : en jouant sur la taille des éléments proches et lointains (par exemple, en plaçant de grands arbres au premier plan et des arbres plus petits à distance), il est possible de donner l'illusion d'espace à certaines zones du jardin.
Au contraire de la perspective occidentale, reposant sur un plan horizontal et un point de fuite, la perspective du jardin japonais repose sur le « principe des trois profondeurs » de la peinture chinoise, avec un premier plan, un plan intermédiaire, et un plan lointain. Les vides entre plans sont occupés par des plans d'eau, de mousse, ou de sable.

### La dissimulation
Les jardins japonais ne se révèlent jamais complètement à la vue, pour des raisons esthétiques : cacher certains éléments selon le point de vue rend le jardin plus intéressant et le fait paraître plus grand qu'il ne l'est réellement. Le miegakure utilise la végétation, les bâtiments et des éléments de décor comme des lanternes pour cacher ou montrer différentes parties du jardin selon la perspective de l'observateur.

### Les paysages empruntés

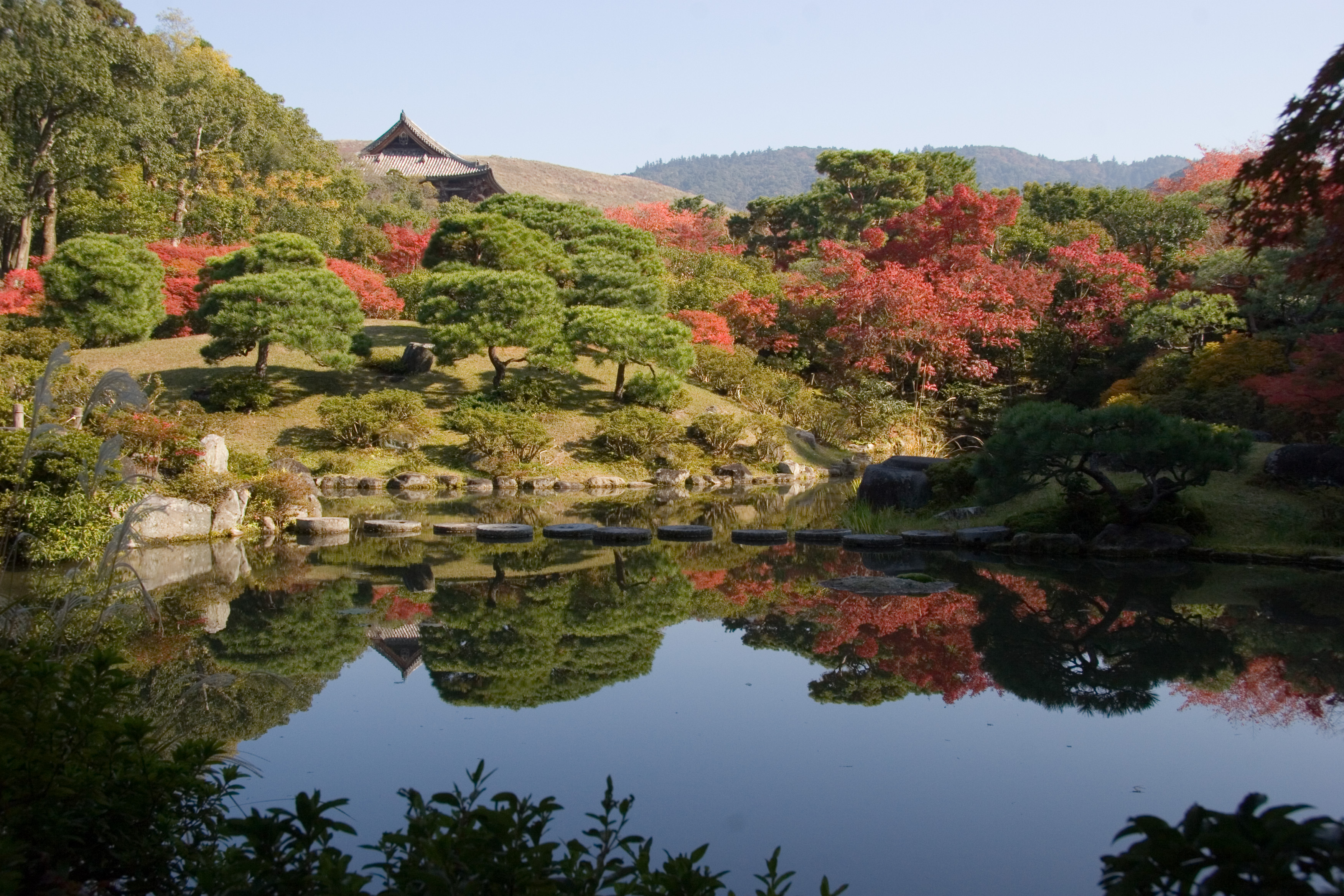
Exemple de shakkei : Isuien à Nara.

Le shakkei est une technique japonaise utilisée par les paysagistes pour donner l'impression d'un jardin aux dimensions infinies, les jardins japonais étant généralement plus petits que les jardins chinois. Des arbres ou buissons dissimulent les limites réelles du jardin, et des éléments distants (naturels comme des montagnes, ou construits comme des temples ou des pagodes) sont « capturés » dans la composition du jardin. Les Japonais utilisaient autrefois le terme ikedori (« capture vivante ») pour cette technique.
Le shakkei recourt à quatre plans de composition distincts :
- l'avant-plan joue un rôle relativement mineur ;
- le second plan utilise des éléments soigneusement positionnés pour lier le jardin aux paysages distants, et entraîner le regard vers ceux-ci ;
- le troisième plan est constitué par les limites du jardin (arbres, haies, murs) qui dissimulent les structures environnantes non désirées et créent le cadre qui permet de voir ces paysages lointains ; ces limites doivent être irrégulières et discrètes pour renforcer le lien (et ne pas causer de rupture voyante) entre le jardin et le paysage ;
- le paysage emprunté lui-même constitue le quatrième plan ;

Ainsi, les montagnes situées au-delà du jardin semblent lui appartenir, et on pense pouvoir s'y rendre par les multiples chemins qui se perdent derrière les rochers.
Les premières descriptions de cette technique sont mentionnées dans un ancien manuel de jardinage chinois : le Yuanye. Il indique quatre types de shakkei : emprunt lointain, emprunt proche, emprunt en hauteur et emprunt en contrebas.
Parmi les jardins japonais les plus célèbres utilisant la technique du shakkei, on trouve :
- à Kyoto : les jardins du temple Tenryu, qui utilise le mont Arashiyama et constitue vraisemblablement l'utilisation la plus ancienne au Japon, et des temples Entsu (ja) et Shōden[l 8], avec le mont Hiei,
- à Nara : l'Isuien, qui incorpore la grande porte sud du temple Tōdai et les collines de Nara, dont le mont Wakakusa,
- à Takamatsu : le Ritsurin-kōen, avec le mont Shiun.

### L'asymétrie
Le principe d'asymétrie évite qu'un objet ou aspect déséquilibre la composition en paraissant trop dominant par rapport aux autres, et rend celle-ci plus dynamique. Il associe le spectateur à la composition, en incitant à parcourir du regard d'un point intéressant au suivant.
Les techniques employées consistent à le mettre hors du milieu du champ de vision, ou à l'accompagner d'autres éléments. Par exemple, les pierres et les arbres sont souvent disposés en triangles, symboles de la trinité bouddhiste ; les triplets de pierres dans cette configuration sont appelés sanzon seki ou sanzon-ishi-gumi. De même, les pièces d'un bâtiment attenant au jardin peuvent être « encastrées » l'une après l'autre, en diagonale, selon un arrangement surnommé « vol d'oies », faisant partie du style shinden.

### Enseignement des techniques
L'art du jardinage est historiquement religieux et ésotérique ; il est transmis oralement par un maître à ses élèves. Les manuels sont conservés secrètement et très peu diffusés. L'introduction du Senzui narabi ni yagyō no zu (1466) précise : « si vous n'avez pas reçu les enseignements par oral, vous ne devez pas faire de jardins » et se conclut par « ne montrez jamais ces écrits à des non-initiés. Gardez-les secrets ». Durant l'époque de Muromachi (1336-1573), des jardiniers, issus des castes basses, côtoient les prêtres zen. Pendant l'époque d'Edo (1603-1868), jardinier devient une profession à part entière, avec sa propre guilde. Plus récemment, l'apprentissage se fait dans des écoles techniques.

## Composants du jardin japonais

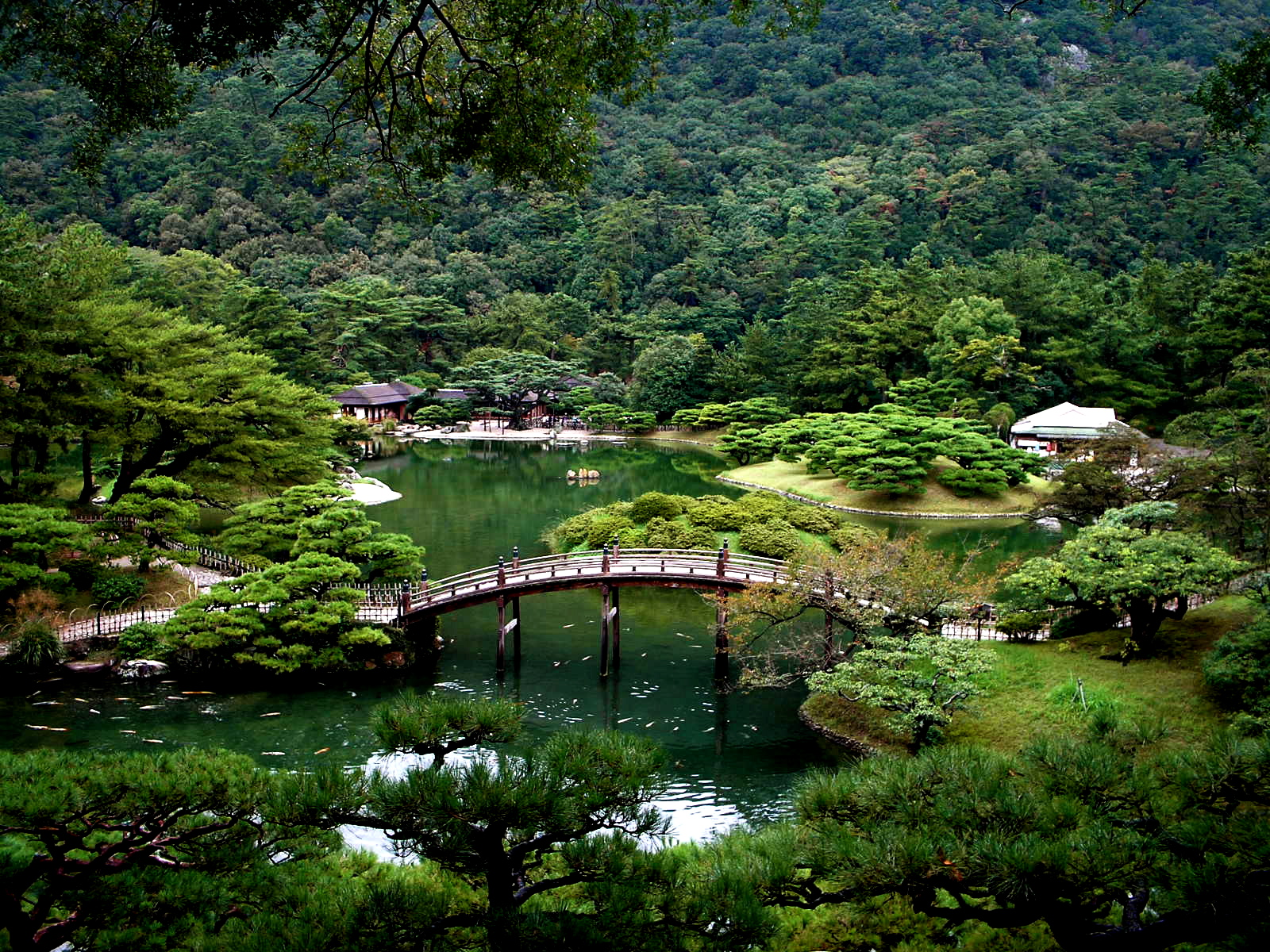
Le bassin sud du Ritsurin-kōen, un jardin historique dans la ville de Takamatsu, au Japon.

Il est possible de dresser un catalogue succinct d'éléments « typiques » des jardins japonais, sans chercher plus loin les règles esthétiques qui gouvernent leur agencement. Le jardin est souvent organisé autour d'un bâtiment (comme une résidence ou un temple) depuis lequel il est destiné à être vu. Au-delà de l'architecture propre au bâtiment, on retrouve la plupart des éléments suivants dans de nombreux jardins :
- des rochers, choisis pour leur forme, leur taille, leur couleur et leur texture ;
- de l'eau : mares, rivières, chutes ; dans le cas d'un lac central on y trouve souvent une île, et un pont ou des pierres de gué[l 13] menant à l'île ; les étendues d'eau contiennent fréquemment des carpes koï ; contrairement aux jardins occidentaux, on ne trouve presque jamais de fontaines ;
- du sable ou du gravier, sur lequel sont dessinés des motifs ;
- des éléments décoratifs : lanternes (traditionnellement de pierre), pagodes, statues, bassins d'eau, shishi-odoshi (mécanismes faisant du bruit pour écarter les chevreuils ou les sangliers) ;
- un salon de thé ou un pavillon ;
- une bordure comme une haie, une palissade ou un mur de facture traditionnelle ;
- des chemins de terre, de gravier, ou de pierres.

Ces éléments peuvent être réels ou symboliques : dans un jardin sec, l'eau est représentée par des graviers.

### Enceintes
Les jardins japonais sont systématiquement clos. La notion de grands espaces ouverts, comme les pelouses du château de Versailles, est étrangère à l'esthétique japonaise, habituée aux vallées et aux côtes. Les limites du jardin ont le plus souvent un aspect naturel : haies, grands arbres, remblais, murs de facture traditionnelle, palissades ou clôtures en bambou.
Les limites ne sont pas infranchissables : le jardin est le plus souvent lié à son contexte, par exemple via l'usage du shakkei.

### Rochers
Dans un jardin japonais, les rochers tiennent une place essentielle, issue de leur rôle d'abri des esprits divins, les kami, dans le passé animiste de la spiritualité japonaise. Ainsi, le Sakuteiki, un guide traditionnel pour la conception des jardins, s'ouvre sur le titre : L'art de disposer les pierres. Les rochers apportent une forte note « organique » au dessein d'ensemble. Ils sont regroupés, à la manière de sculptures, à des fins d'illustration et de transition (entre une maison et son jardin, par exemple). Les compositions comportent souvent deux, trois, cinq ou sept éléments.
Les roches sédimentaires sont lisses et arrondies ; elles sont placées au bord des plans d'eau, ou servent de pierres de gué. Les roches magmatiques sont d'aspect plus brut ; elles servent elles aussi de pierres de gué, mais surtout d'accents forts. Elles symbolisent souvent des montagnes. Les roches métamorphiques sont les plus dures et les plus résistantes ; on les trouve près des chutes d'eau et des torrents.
Pendant des siècles, les rochers étaient sélectionnés en fonction de leur forme et de leur texture, et transportés dans leur état d'origine (leur position naturelle était même conservée dans le jardin). Plus récemment, des pierres sont taillées , puis utilisées comme tabliers de pont, comme bassins d'eau, ou comme lanternes. Il s'agit le plus souvent de roches sédimentaires, les plus faciles à tailler.

### Sable et gravier

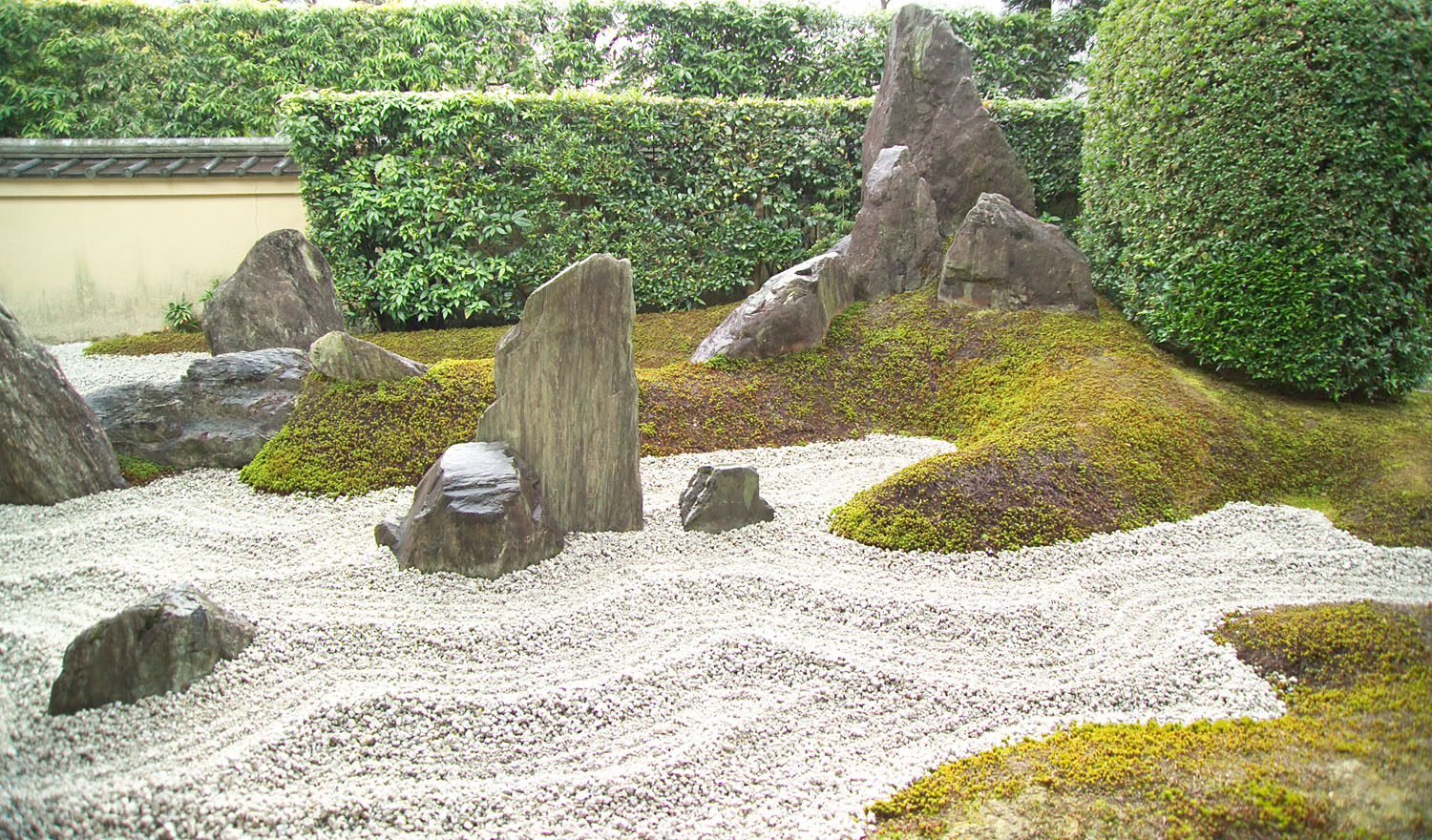
Jardin du Zuiho-in, dans le Daitoku-ji, à Kyōto.

L'utilisation de sable et de gravier, pour marquer des lieux sacrés, remonte à l'Antiquité. Des motifs y sont dessinés à l'aide de râteaux ; initialement le kaolin était ratissé en lignes droites en partant du levant au couchant, elles représentaient des vagues et des courants, puis circulaires autour des rochers ou des îlots ; plus récemment, des formes abstraites sont aussi dessinées. Les motifs ondulants tracés sur le sable donnent une impression de mouvement, et offrent un contraste net avec les rochers, statiques.

### Chemins

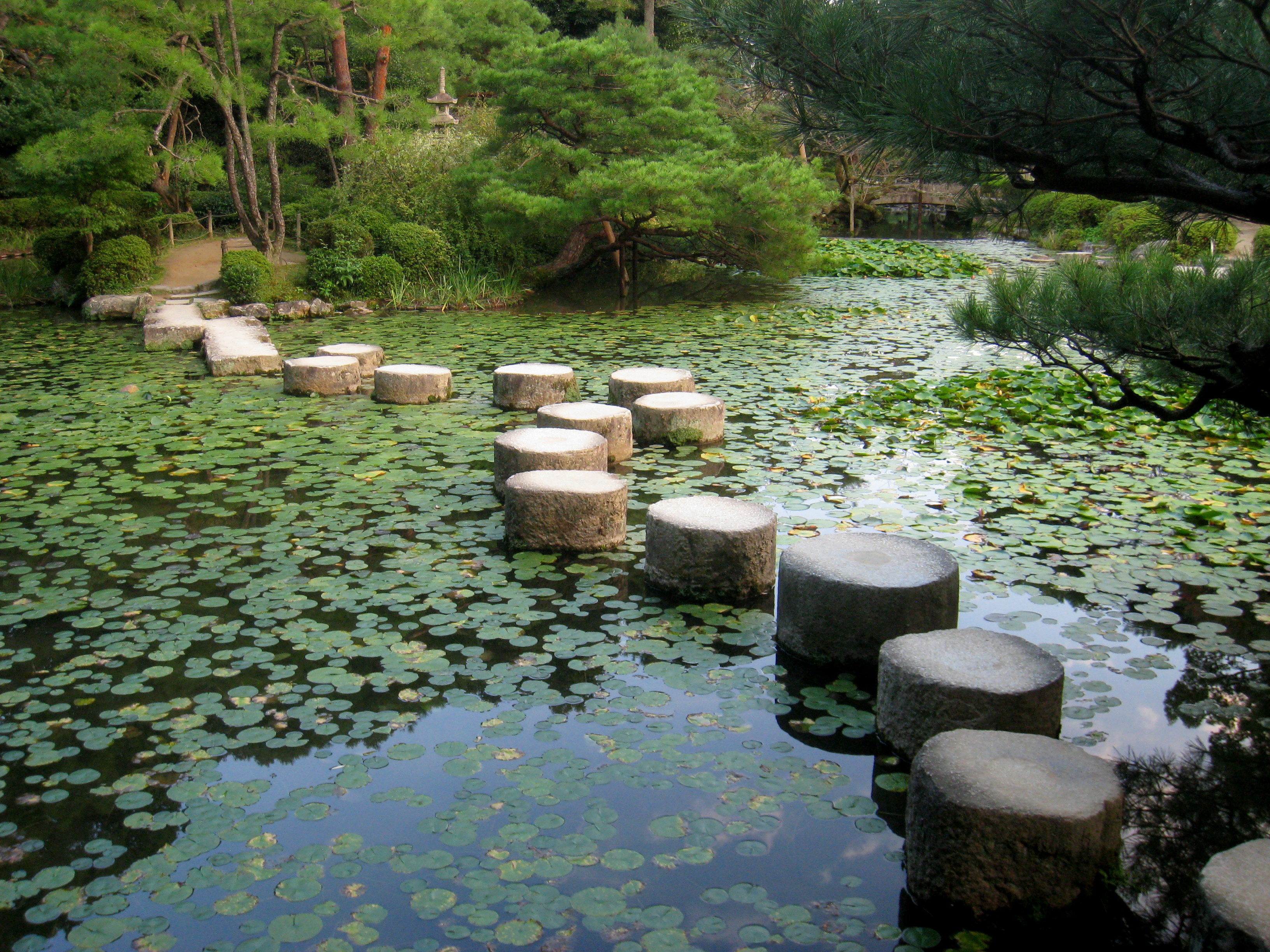
Pierres de gué.

De nombreux jardins japonais comportent des chemins en terre battue, qui peuvent être recouverts de graviers, de pierres plates ou de dalles. Outre leur aspect pratique, ils participent à la composition du jardin : d'une part, l'agencement plus ou moins régulier de pierres elles-mêmes plus ou moins régulières suggère différents niveaux de formalisme ; d'autre part, en guidant le visiteur, ils offrent des points de vue choisis par le paysagiste/ Le « pas japonais » (passe-pied en pierre imaginé au XVIe siècle par les maîtres de cérémonie du thé pour relier le pavillon de thé en traversant le jardin sans salir son kimono) permet de circuler à travers la pelouse, les parterres ou les massifs d'arbustes.

### Eau

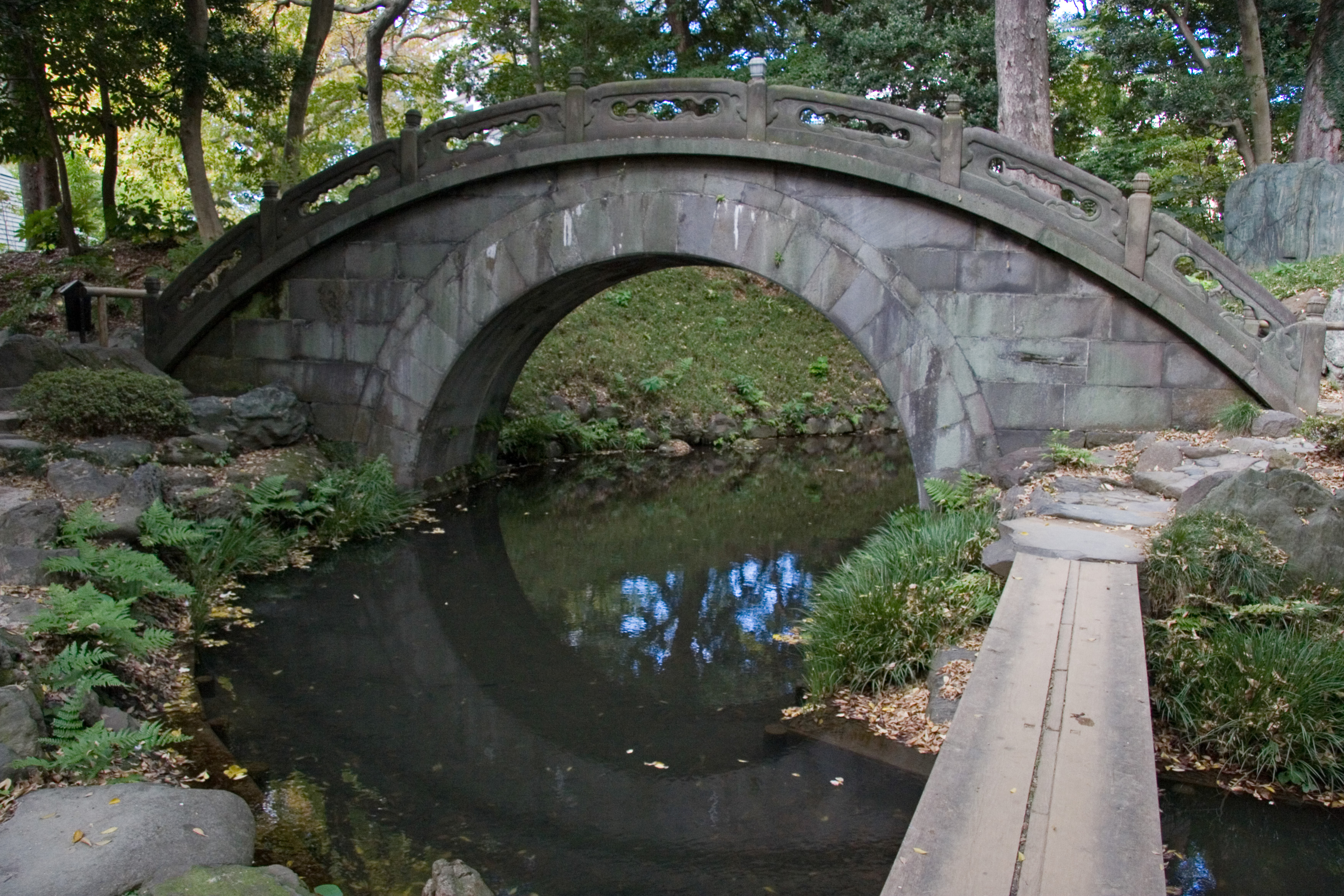
Engetsu-kyo dans le Koishikawa Kōrakuen, à Tokyo.

L'eau joue un rôle purificateur dans le shintoïsme et un rôle esthétique dans les premiers jardins japonais, fortement inspirés des jardins chinois.
Les plans d'eau sont souvent dessinés en forme de sinogrammes et presque toujours de manière irrégulière et asymétrique. La plupart sont alimentés par des cours d'eau naturels, certains utilisent des canalisations. Les cours d'eau sont eux aussi aménagés pour représenter des torrents, ils sont étroits, tortueux, et leur lit est couvert de pierres ; pour représenter des rivières côtières, ils sont larges, presque droits, et bordés d'herbes sauvages ou de fleurs.
À l'endroit où un cours d'eau se jette dans un plan d'eau, on trouve une petite chute d'eau, marquée par une formation de rochers. La disposition des rochers et des filets d'eau suit une classification millénaire introduite dans le Sakuteiki.
Le visiteur peut franchir les étendues d'eau à l'aide d'une multitude de ponts. Les plus simples sont une succession de pierres de gué, les plus élaborés sont sculptés en bois (parfois peint) ou en pierre.

### Plantes

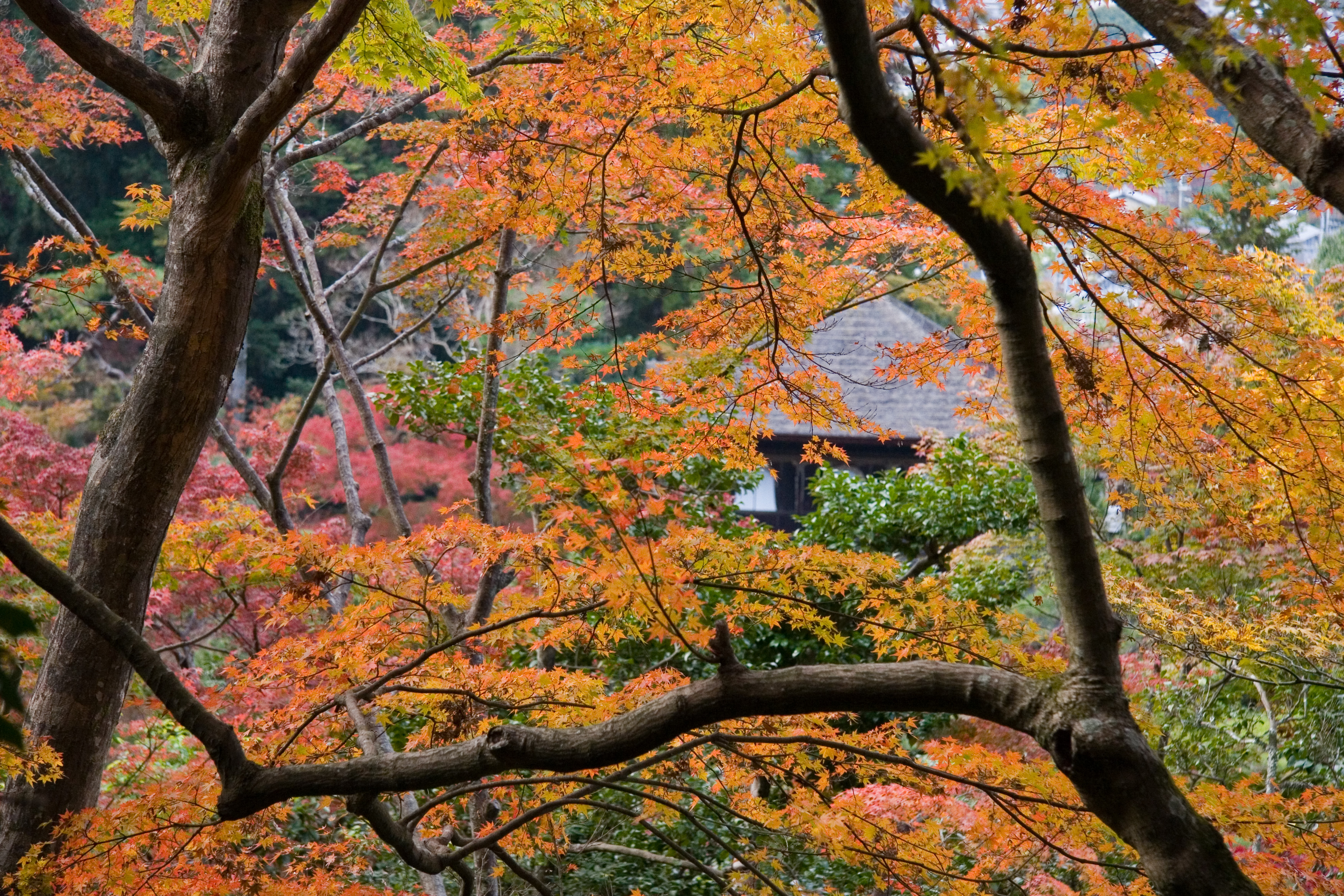
Momiji au Ginkaku-ji, Kyōto.

Les plantes d'un jardin japonais sont principalement choisies selon des critères esthétiques : elles servent à dissimuler ou mettre en valeur certaines parties du jardin, et fleurissent ou prennent des couleurs à différents moments de l'année. Les mousses sont utilisées dans de nombreux jardins à vocation religieuse. Les parterres de fleurs sont historiquement rares, mais courants dans les jardins modernes.
Certaines plantes sont choisies pour des raisons religieuses, comme le lotus sacré, ou symboliques, comme le pin, qui représente la longévité.
Les arbres sont taillés de manière à laisser passer le regard et ainsi à accroître la perspective du jardin. Leur pousse est soigneusement contrôlée afin de donner des formes intéressantes (niwaki), qui souvent évoquent celle de vieux arbres poussant à l'état naturel. Ils sont généralement inclinés, ce qui dirige leur ombre, et peut permettre de meilleurs reflets dans l'eau. Certains pins pluriséculaires nécessitent en permanence une série de béquilles pour les soutenir. En hiver, les branches des arbres anciens les plus fragiles sont soutenues par des poteaux, ou suspendues à des cordes, afin d'éviter que le poids de la neige ne les fasse tomber.
Parmi les arbres ou grandes plantes les plus courants, on trouve les azalées, les camélias, les chênes, les pruniers, les cerisiers, les érables, les saules, les ginkgo, les cyprès du Japon, les cèdres du Japon, les pins, et les bambous.

### Animaux

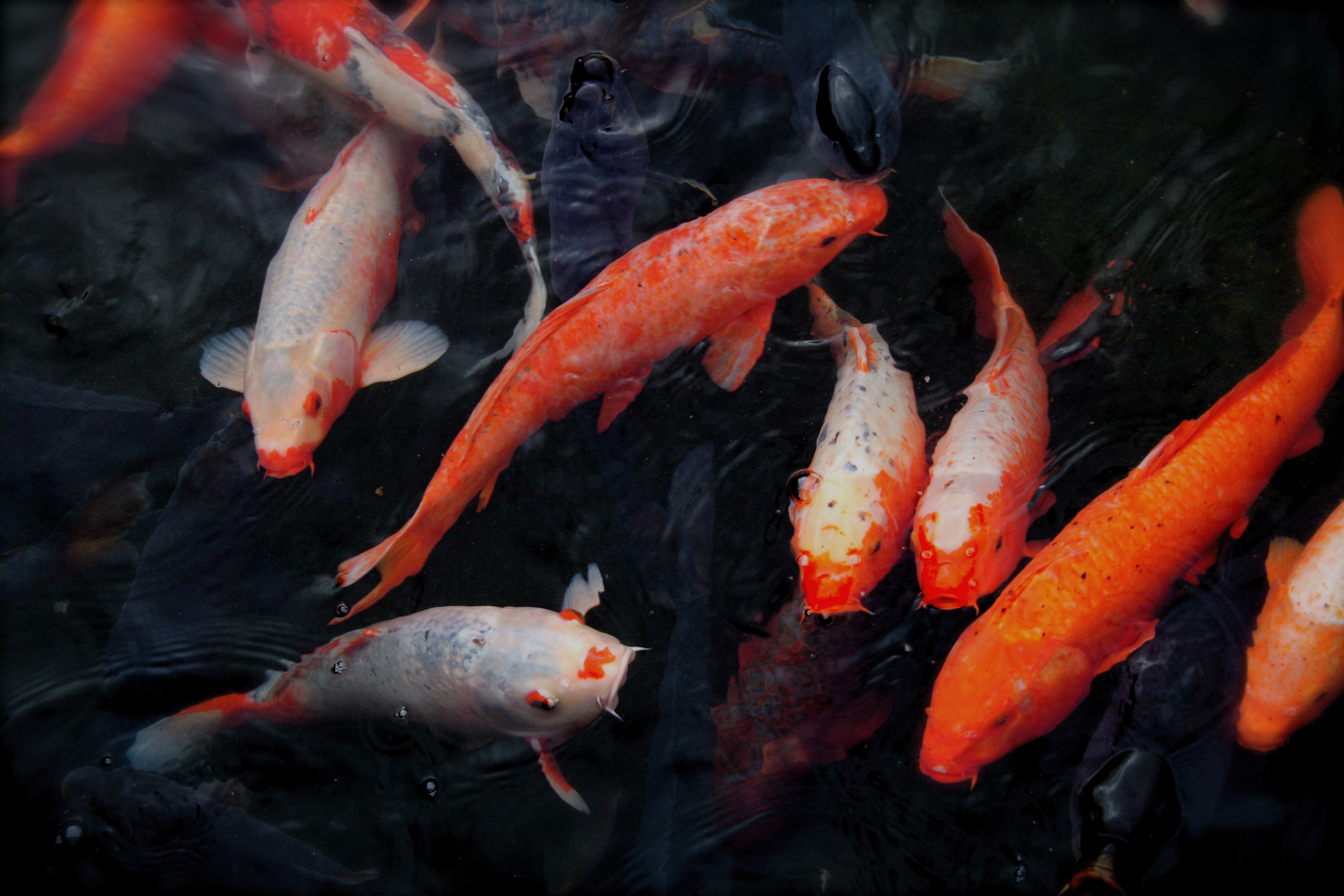
Carpes koï dans un jardin zen contemporain.

Les animaux jouent un rôle relativement discret, mais important. Les carpes koï sont employées pour leurs couleurs jaune/orangé, mais aussi pour limiter les algues et la végétation aquatique. Les tortues, grenouilles et salamandres sont des résidents fréquents. Les oiseaux comprennent les canards et autres gibiers d'eau ; ils ajoutent une note de spontanéité au jardin. À Nara, des milliers de cerfs Sika habitent les parcs de la ville.

### Éléments décoratifs

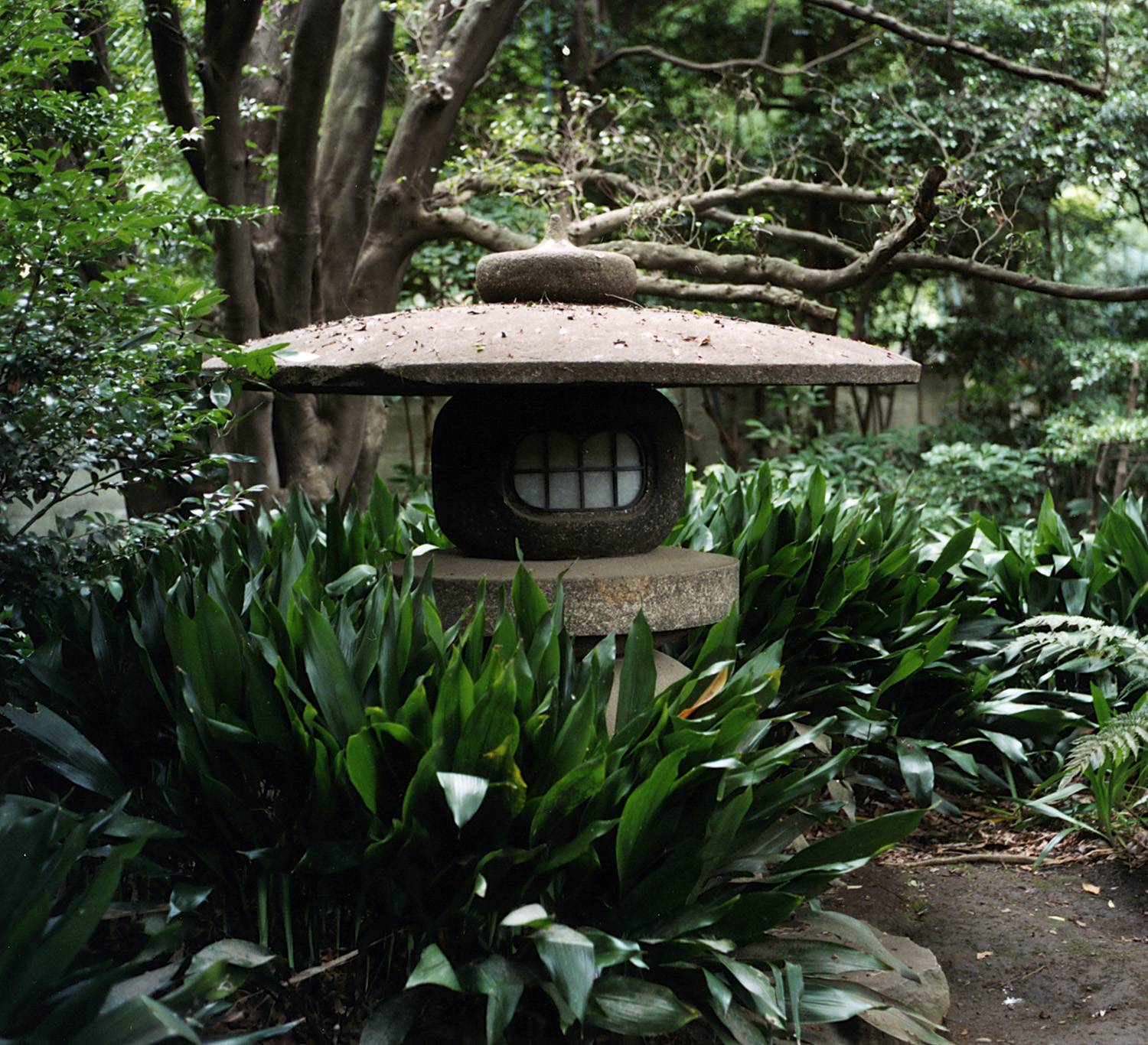
Lanterne de pierre du Rikugi-en à Tokyo.

Les lanternes sont apparues avec les jardins de thé. Elles sont utilisées pour l'éclairage de nuit, et comme décoration de jour. Les premières lanternes étaient en bronze, les plus courantes sont en pierre, certaines sont en bois. Il existe des dizaines de styles différents, avec différents niveaux de complexité et de formalisme. Un autre élément apparu avec les jardins de thé est le bassin d'eau (tsukubai), creusé dans une pierre, tout près du sol. Il est alimenté en eau par une conduite en bambou appelée kakei. Dans les jardins d'agrément, ces bassins peuvent être en bronze comme en pierre, ils sont plus hauts, et l'eau permet de refléter le ciel ou des arbres environnants.
Quelques jardins d'inspiration bouddhiste comprennent des petites pagodes, purement décoratives. Elles se trouvent au bord des étendues d'eau (où elles se reflètent), ou au sommet de collines artificielles. On trouve parfois des statues, elles aussi d'inspiration bouddhiste. Dans les jardins des temples bouddhistes, elles sont le plus souvent en bronze ; dans les jardins d'agrément, elles sont plutôt en pierre.

## Historique
Historiquement, les différents styles de jardins sont apparus sur l'île de Honshū, la grande île centrale du Japon. Son climat tempéré et humide, avec quatre saisons bien distinctes, a façonné ces styles, enrichis par la diversité de la flore, dont la variété d'espèces d'arbres caducs et sempervirents. La géographie de l'île, en bonne partie composée de massifs volcaniques parcourus d'étroites vallées, a conduit à l'emploi de styles naturels, adaptés aux contours du terrain, et ne cherchant pas à imposer un grand dessin géométrique aux jardins. Les paysages de montagne (pentes raides, torrents, chutes d'eau, pâturages) et de côtes découpées forment autant de motifs naturels qui se retrouvent sous diverses formes dans les différents styles.

### Antiquité
Pendant la période Jōmon (avant –300), les abords dégagés des arbres, des rochers ou des chutes d'eau ainsi que des plages de galets sont utilisés à des fins religieuses, et certains rochers ont une signification divine qui sera transmise au shintoïsme : ils abritent les kami. Les premiers sanctuaires shintō de la période Yayoi (–300 à +250), dont le Ise-jingû, utilisent des graviers ou du sable pour délimiter un espace sacré (yuniwa). Parallèlement, la culture du riz entraîne le terrassement et l'irrigation, et donne naissance à des lieux consacrés à l'agriculture. La combinaison dans diverses proportions des espaces sacrés et des espaces cultivés amène aux différents types de jardins. Les tertres de la période Kofun (250-538) marquent les premières ébauches de jardins.
C'est sous l'influence du bouddhisme que les premiers véritables jardins sont dessinés, pendant la période Asuka (538-710), puis la période Nara (710-794). Ono no Imoko, le premier diplomate japonais à se rendre en Chine, ramène de nombreuses descriptions des jardins chinois. En 612, un premier jardin bouddhiste est aménagé par Michiko no Takumi (un immigré coréen, aussi appelé Shikomaro) pour l'impératrice Suiko ; il représente le mont Shumisen (Sumeru) sur une île, au milieu d'un lac artificiel, reliée par un pont au style chinois (kurebashi). D'autres jardins comprennent des reproductions de scènes côtières, des fontaines de pierre, ou des ponts de style chinois. Aucun jardin de cette période n'a été préservé, mais on en connaît les descriptions via des écrits comme le Man'yōshū, une anthologie de poésie publiée vers 760. Des fouilles à Nara en 1975 ont également permis d'analyser quelques exemples de jardins yarimizu,, ou « jardins-rivières ». Inspirés par les jardins chinois de la dynastie Tang, ces jardins d'agrément sont aménagés sur une rivière et comportent de nombreuses formations rocheuses, puis se terminent dans un étang ou un lac artificiel. Ils étaient le plus souvent parcourus en bateau, où la noblesse s'essayait à des improvisations de poésie. D'autres excavations ont permis de restaurer partiellement deux jardins à Nara, Heijōkyō Sakyō Sanjō Nibō Miya et Tōin.

### Époque Heian
Le premier style japonais, shinden-zukuri, qui est principalement un style architectural, se développe pendant l'époque de Heian (794-1185). Il est fortement marqué par la géomancie chinoise : les bâtiments sont disposés selon les points cardinaux, autour d'un bâtiment central (shinden). Une rivière traverse le complexe du nord-est vers le sud-ouest, puis rejoint une mare au sud du bâtiment (le jardin est appelé chitei, ou « jardin-mare »), et repart d'ouest en est devant ce bâtiment. Une île se trouve généralement au centre du plan d'eau ; elle est reliée à la terre par un petit pont (parfois plusieurs, souvent en bois peint en vermillon) et symbolise le monde des immortels (Horai). Une cour de sable recouvre l'espace entre le shinden et le plan d'eau. Alors que le style shinden des bâtiments est encore empreint de symétrie, ces premiers jardins sont déjà aménagés asymétriquement, et il est vraisemblable que c'est l'agencement des jardins qui a provoqué l'apparition de l'asymétrie dans l'architecture japonaise.

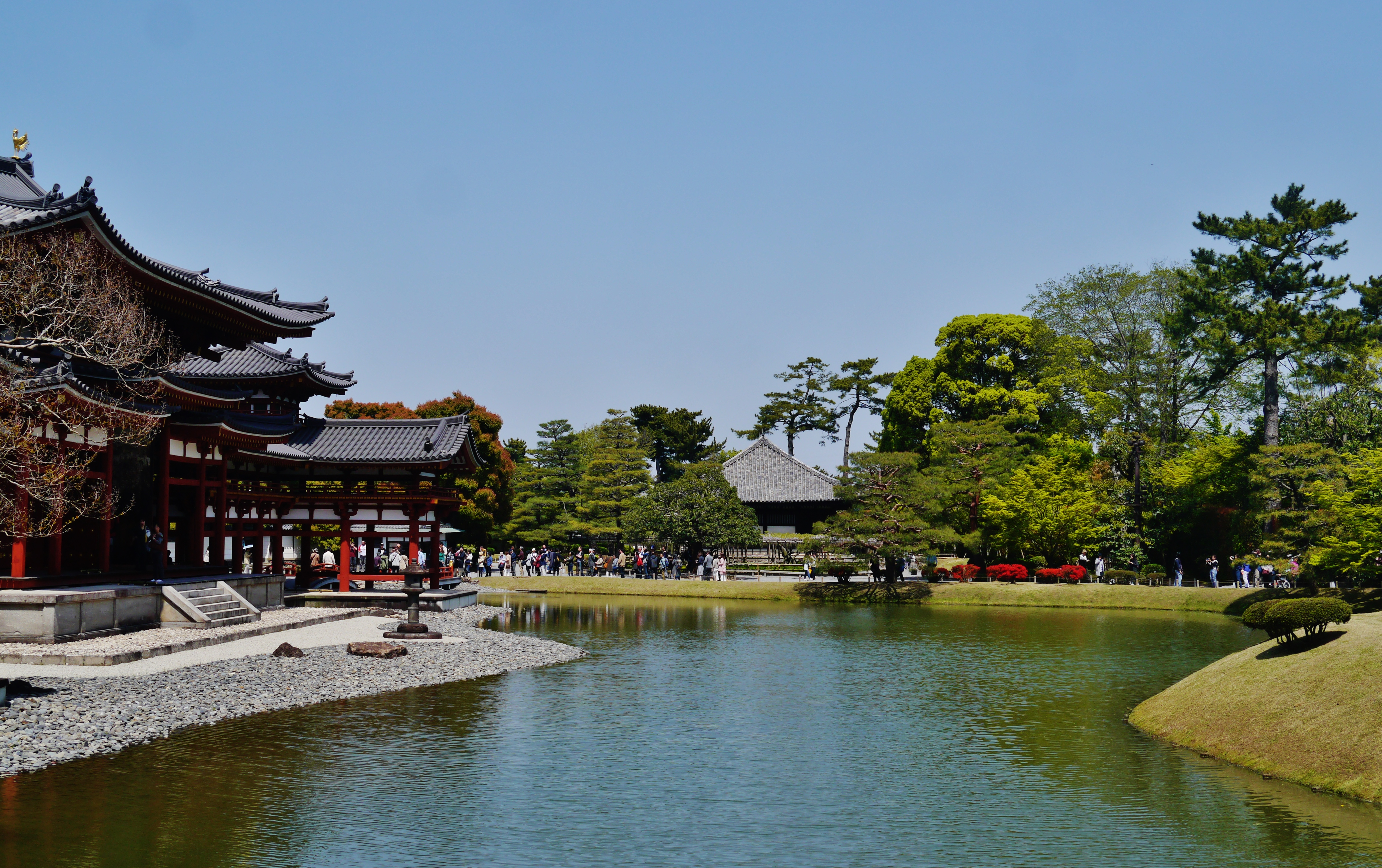
Byōdō-in, à Uji.

Aucun exemple de cette période n'est conservé sous sa forme d'origine, mais des témoignages en sont conservés dans des ouvrages comme le Sakuteiki de Tachibana no Toshitsuna (1028-1094), le plus ancien manuel sur le jardinage japonais, ou des récits comme Le Dit du Genji, le Journal de Dame Murasaki, ou Les Miracles de Kasuga Gongen. Le jardin du temple Daikaku-ji, à Kyōto, était à l'origine un jardin shinden. Plusieurs jardins et résidences de Kyōto sont reliés entre eux par des rivières ou canaux, et donnent naissance au style funa-asobi (« bateau de plaisance »), conçu pour être vu depuis une barque. Les jardins de l'époque Heian sont marqués par des valeurs esthétiques spécifiques : le raffinement, la mélancolie, liée, dans le bouddhisme, à l'impermanence, et la compassion provoquée par la beauté. Ces jardins sont déjà conçus pour être attractifs aux différentes saisons.
Vers la fin de l'époque Heian apparaît un nouveau style, issu du mouvement bouddhiste jōdo, et plus souvent utilisé dans les temples que les palais. Le jardin de style Terre pure (ou Amida) est une représentation du « Paradis de l'Ouest » où règne le bouddha Amida, et constitue un lointain descendant du jardin persan. Il se développe au moment où le pouvoir central s'étiole, et où la noblesse craint pour son avenir. Il reprend le thème du plan d'eau et de l'île centrale Horai (qui devient la Terre pure) reliée par un pont (qui symbolise la voie du salut). Des représentants de ce style sont les jardins du Byōdō-in, à Uji, et du Jōruri-ji, près de Nara.

### Époques de Kamakura et de Muromachi
L'époque de Kamakura (1185-1333) marque le passage graduel du pouvoir de la noblesse aux militaires (bakufu) et l'ascendance des samouraïs, au moment où le bouddhisme zen s'étend dans le pays et où l'influence de la culture chinoise (Song) se renouvelle. Ces transformations provoquent une transition en profondeur de la fonction et de l'esthétique des jardins.
Le bouddhisme zen se développe au Japon à partir du Xe siècle. Les premiers jardins zen sont conçus pendant l'époque de Kamakura ; ils délaissent les plantes à fleurs au profit d'arbres persistants, et cherchent à créer une atmosphère de calme propice à la contemplation et la méditation. Musō Soseki (1275-1351), un grand prêtre zen de l'école Rinzai, est le principal architecte des jardins de temple de cette époque, dont ceux du Saihō-ji, du Tenryu-ji et du Risen-ji. L'ambition de représenter l'univers entier dans le jardin pousse à l'abstraction et la métaphore, et vers l'époque de Muromachi apparaissent les premiers véritables jardins secs (karesansui, « sec-montagne-eau » ; ce terme est déjà présent dans le Sakuteiki), qui marquent le passage du mimétisme de l'époque Heian au symbolisme.

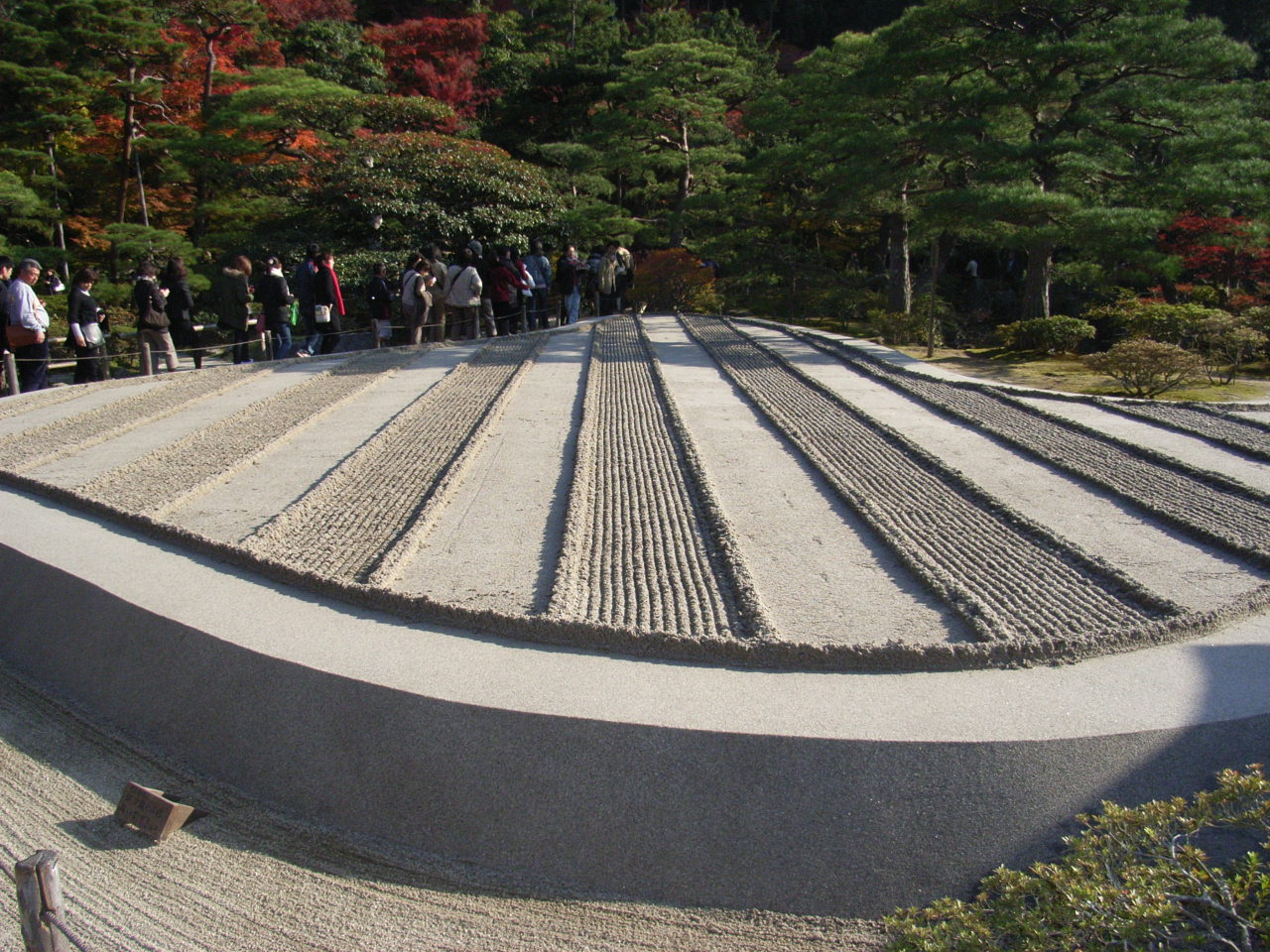
Ginshadan, la mer de sable d'argent, au Ginkaku-ji.

L'époque de Muromachi est souvent considérée comme l'apogée de l'architecture des jardins. À cette période, l'aménagement de jardins passe progressivement des prêtres à une caste semi-professionnelle de jardiniers, senzui kawaramono, issus de basses conditions, les kawaramono. Ils portent le suffixe « -ami » qui indique leur ascendance populaire. Zen'ami (1386-1482) est ainsi un des premiers jardiniers de basse caste à obtenir une vraie reconnaissance, facilitée par les moines zen, beaucoup plus égalitaires que le reste de la société japonaise. Les manuels les plus respectés de cette période sont le Représentation des montagnes, de l'eau et des paysages (Senzui narabi ni yagyō no zu, ~1466) et le Sur les jardins avec collines (Tsukiyama Sansui Den) de Sōami (1455-1525), l'architecte du Ginkaku-ji et, probablement, du jardin sec de Ryōan-ji.
La noblesse militaire s'intéresse elle aussi aux jardins, mais les voit comme objets de contemplation plutôt que comme lieux d'activité. Ces jardins privés de l'époque Kamakura sont alors principalement conçus pour leur attrait visuel, et leurs concepteurs sont les ishitatesō, des « moines arrangeurs de pierres ». Ils sont marqués par le style shoin-zukuri d'architecture intérieure : on les observe depuis une pièce, le shoin (alcove), qui offre une composition similaire à un tableau (en particulier un tableau peint dans le style chinois de l'époque Song), et qui appelle à la contemplation. Ils constituent ainsi une sorte de terrarium à ciel ouvert.
Selon Inaji Toshiro, ces deux évolutions marquent les interprétations opposées du même modèle shinden, les temples gardant la cour de sable et choisissant l'abstraction, les soldats gardant le jardin et choisissant la représentation.

### Époque Momoyama

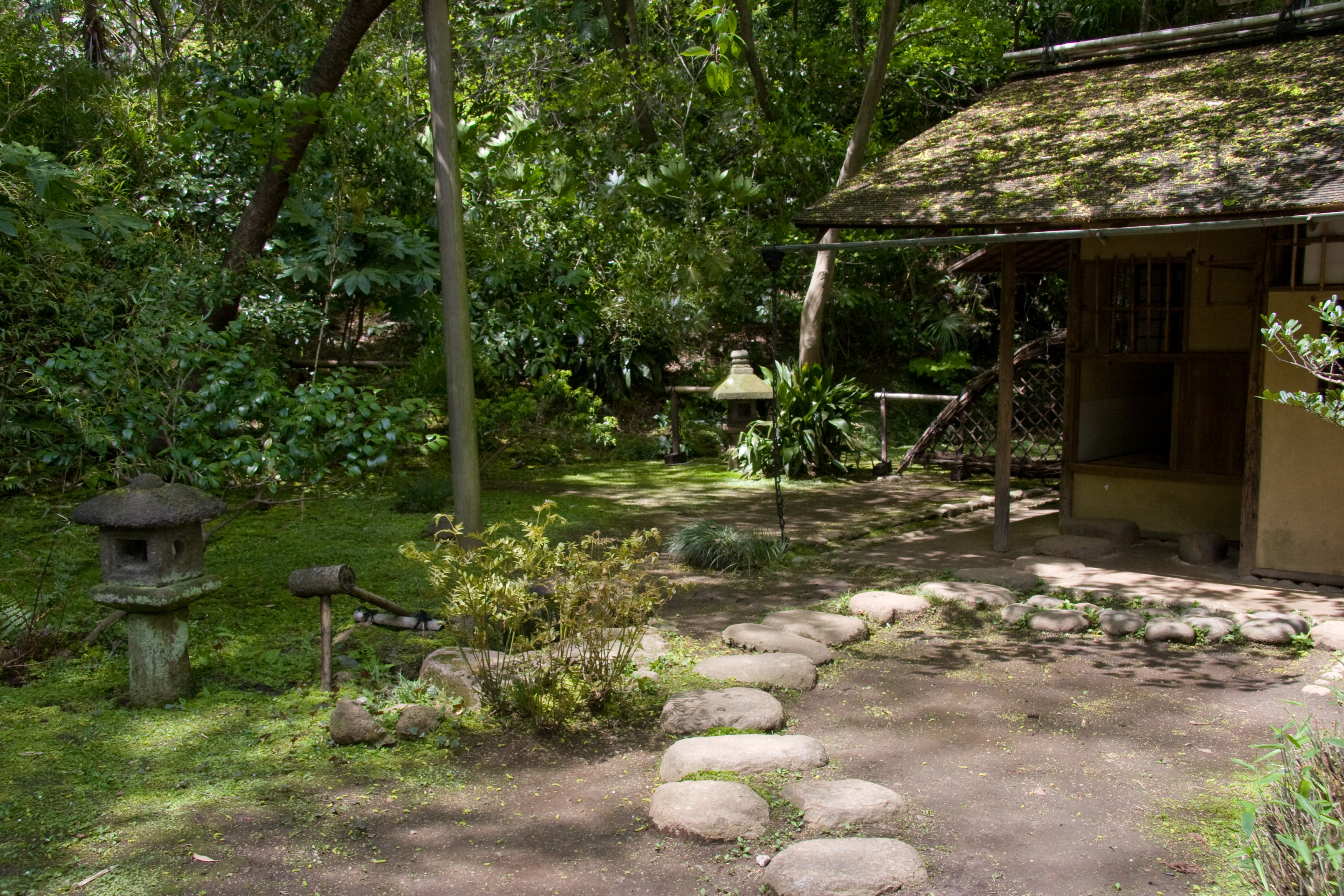
Jardin et maison de thé « Shunsoro », construite par Urakusai Oda, frère de Nobunaga Oda.

L'époque Momoyama (1568-1600) ne dure que 32 ans, mais est marquée par le développement de la cérémonie du thé.
Sous l'influence de Sen no Rikyū (1522-1591), la cérémonie du thé se codifie autour du principe esthétique du wabi (« rusticité » ou « raffinement sobre et calme »). À l'opposé des pavillons de thé opulents favorisés par la noblesse, le mouvement wabi-cha rejette les artifices et met en valeur la simplicité et l'asymétrie. Le jardin de thé est une composante de l'espace méditatif nécessaire à la cérémonie du thé : il permet la transition du monde extérieur à un espace clos dédié à l'introspection, et symbolise le petit sentier de montagne conduisant à l'abri sommaire d'un ermite. Outre les jardins, l'esthétique de la cérémonie de thé exerce une influence considérable sur l'ensemble de la culture japonaise.
Parmi les jardins de l'époque Momoyama se trouvent ceux de l'Entoku-in (temple annexe du Kōdai-ji), du Honpō-ji (en), du Sanbō-in et de l'école de la cérémonie du thé japonaise Omotesenke, tous situés à Kyōto.

### Époque d'Edo
L'époque d'Edo (1600-1868) voit le développement de deux classes, les daimyo (gouverneurs féodaux) et les chōnin (marchands et artisans formant une bourgeoisie). Les premiers installent d'immenses jardins de promenade dans leur domaine, tandis que les seconds créent de minuscules jardins dans la cour de leur maison.
Les premiers jardins de promenade sont construits pendant l'époque de Kamakura, mais atteignent leurs sommets de popularité pendant l'époque d'Edo. Construits par les aristocrates, ce sont les plus grands des jardins japonais, mais les marchands construisent aussi de petits jardins reprenant les mêmes motifs. Ils dépendent le plus souvent d'un palais ou d'une villa, et sont conçus pour la promenade et la relaxation. Ils reproduisent souvent des panoramas de Chine ou du Japon, rendus célèbres par la poésie. Transmission sur les styles de jardins en montagnes artificielles, de Kitamura Enkin (1735) est un manuel important de cette période ; il marque le passage de la conception des jardins, autrefois une vocation de lettrés, à une guilde de professionnels : les ueki-ya. Sa classification des jardins est souvent reprise dans les ouvrages contemporains. Kobori Enshu (1579-1647) est souvent considéré comme le premier paysagiste professionnel ; il est notamment le concepteur du Jōju-in, un sous-temple du Kiyomizu-dera, et du Konchi-in dans le temple Nanzen-ji, tous deux à Kyōto.
Les chōnin aménagent chaque espace entre leur échoppe attenante à la rue, leur résidence et leur entrepôt. Les petits jardins de cour, plutôt devant, sont appelés tsubo niwa ou naka niwa, tandis que des jardins un peu plus grands et plus retirés sont nommés senzai. Leur aménagement est largement hérité des jardins de thé : lanternes de pierre, bassin creusé dans une pierre, pierres de passage.

### Ère Meiji

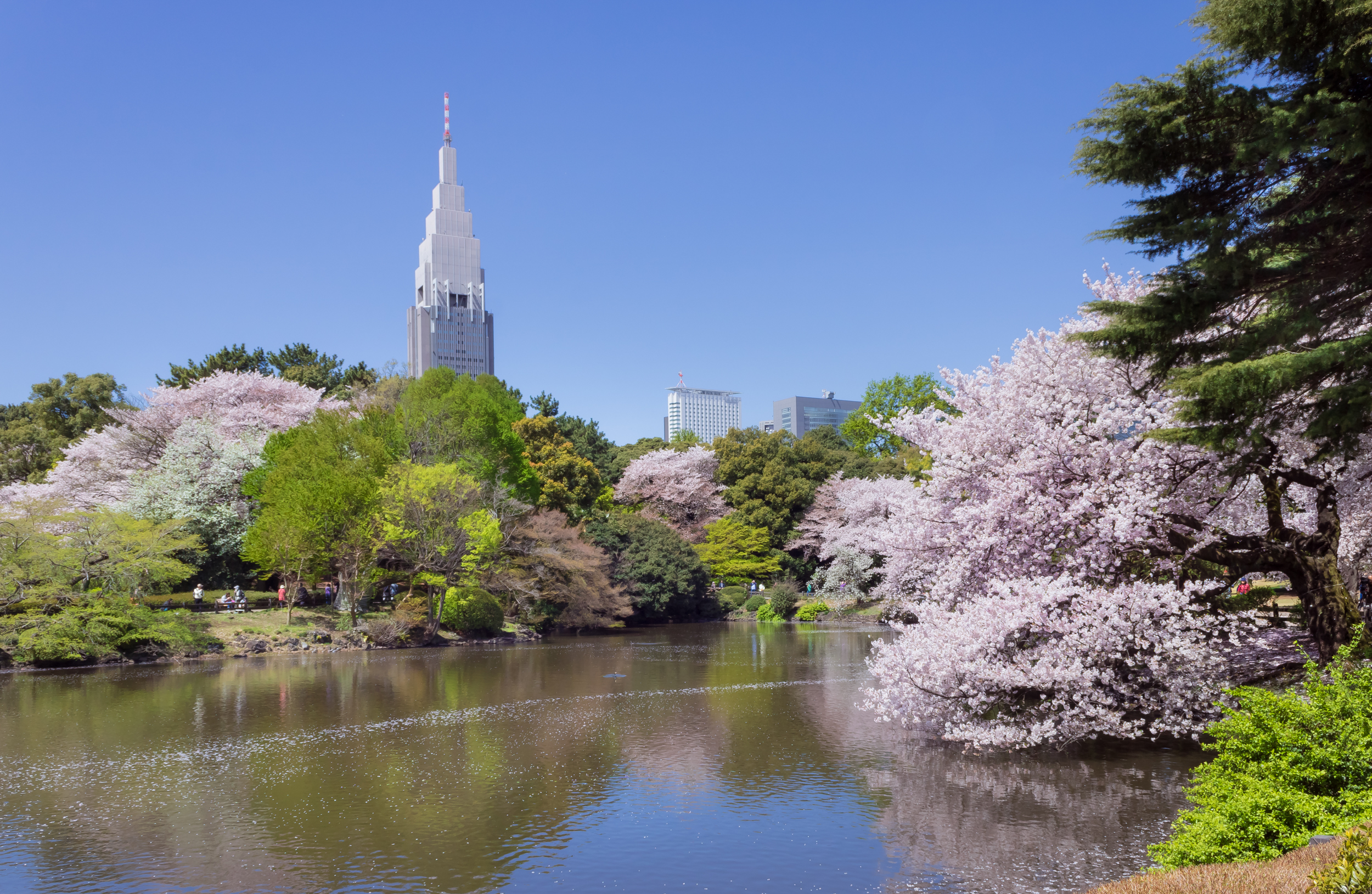
Shinjuku Gyoen (jardin impérial de Shinjuku), à Tōkyō.

Sous l'ère Meiji (1868-1912), les jardins incorporent des motifs occidentaux, en particulier de grandes pelouses dégagées et une grande variété de plantes. Dans certains jardins, les formes occidentales et japonaises coexistent côte à côte, dans d'autres, elles sont fusionnées. Shinjuku Gyoen, à Tōkyō, est un jardin représentatif de cette période. En 1893, Josiah Conder publie Landscape Gardening in Japan, qui fait découvrir l'art du jardin japonais en Occident. La modernisation rapide du Japon et l'attrait des formes d'art occidentales conduisent les Japonais à délaisser temporairement leurs jardins traditionnels, et de nombreux jardins se détériorent progressivement, jusqu'aux années 1930.

### Ère Shōwa et jardins contemporains

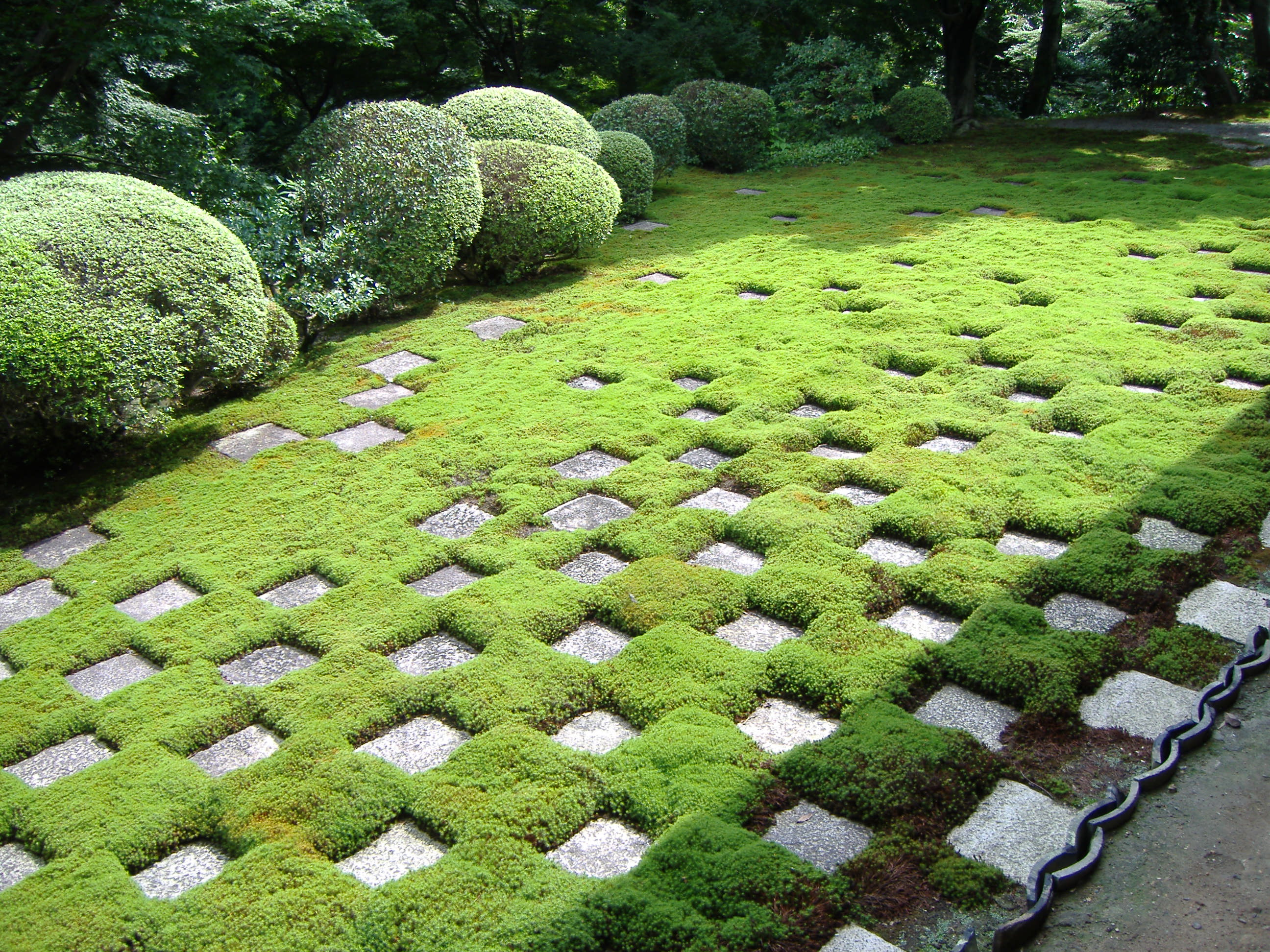
Jardin ouest du Tōfuku-ji (1939).

Les jardins japonais retrouvent leur popularité pendant les années 1930, et surtout après la Seconde Guerre mondiale. Mirei Shigemori, Nakane Kinsaku et Mori Osamu sont les principaux acteurs de ce renouveau. Les jardins modernes offrent une grande variété de styles, dont les styles traditionnels. L'urbanisation conduit à utiliser au mieux toute parcelle à peu près plate, et même les toits sont parfois aménagés. Les bâtiments publics, les centres commerciaux ou les hôtels comportent fréquemment un jardin. Des matériaux synthétiques font leur apparition, pour des raisons pratiques (il est difficile d'installer de gros rochers dans le hall d'un hôtel…). Les stations thermales traditionnelles haut de gamme aménagent de plus en plus souvent le pourtour de leurs bains avec un jardin, destiné à être admiré par les clients qui se baignent.
Parmi les jardins contemporains les plus marquants, on trouve celui du Tōfuku-ji (1939) et celui du Matsunoo-taisha (1975). Le musée d'Art Adachi, à Yasugi, dans la préfecture de Shimane, est entouré d'un jardin japonais considéré comme étant l'un des plus beaux du Japon.

## Styles
La classification traditionnelle des jardins japonais regroupe les jardins en trois grandes catégories :
- shizen fūkeishiki[l 26], les jardins qui représentent la nature en miniature (jardins paysagers) ; une variante courante de cette classification utilise le terme tsukiyama[l 27] ;
- karesansui, les jardins secs, fortement inspirés par le bouddhisme zen et destinés à la méditation. Ils utilisent une représentation plus abstraite, où du sable ou du gravier figure la mer, et des rochers (parfois entourés de mousse) symbolisent des montagnes, des cascades ou des bateaux ;
- chaniwa[l 28], les jardins de thé, comprenant des chemins paysagers (roji, « chemin de rosée », allusion à un sûtra parlant d'un tel chemin où l'on renaît après avoir échappé aux désirs matériels) menant à une maison de thé, portés sur une simplicité extrême.

Dans son manuel, Kitamura Enkin définit un système à trois niveaux de formalisme, caractérisant la conception de tout ou partie d'un jardin, le shin-gyō-sō : shin (formel ou élaboré par la main de l'homme), gyō (mi-formel ou semi-artificiel) et sō (informel et simple, ou naturel), d'après une distinction empruntée à la calligraphie d'Extrême-Orient (régulier, semi-Cursif et cursif),. Par exemple, un passage de pierres taillées, alignées et serrées est shin, alors qu'un passage de pierres naturelles, disposées irrégulièrement et espacées, est sō.

### Tsukiyama-niwa, le monde miniature

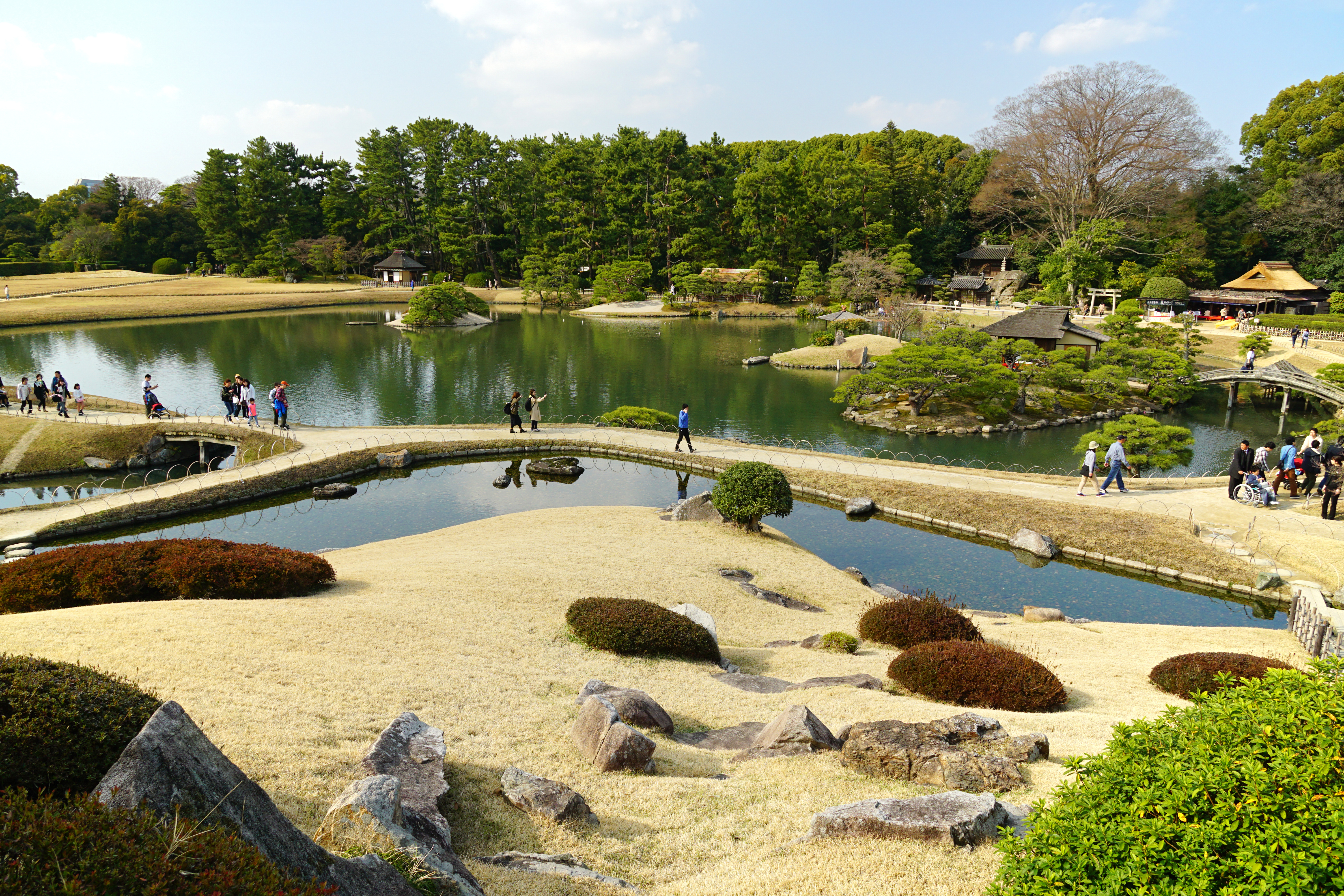
Kōraku-en, un jardin de promenade à Okayama.

Tsukiyama-niwa, le « jardin avec colline artificielle » s'oppose à hiraniwa, le « jardin plat ». Ces jardins comprennent au moins une colline de quelques mètres de haut, ainsi qu'un plan d'eau, des arbustes, arbres et autres plantes ; le plus souvent, on y trouve aussi des îles, des ruisseaux, et des ponts. Ces jardins reproduisent ou évoquent en miniature un ou plusieurs paysages célèbres de Chine ou du Japon. Ils peuvent être vus depuis un point fixe, en particulier la véranda d'un bâtiment, ou depuis un chemin qui met en valeur plusieurs compositions successives.
Un kaiyūshiki teien est un jardin de promenade, organisé autour d'un lac, à découvrir le long d'un sentier qui en fait le tour. Il utilise le principe de miegakure pour dévoiler différentes scènes à partir du sentier, et fait souvent appel au shakkei pour intégrer les panoramas distants à ces scènes. Ce type de jardin était très recherché à l'époque d'Edo.
Les jardins « grue et tortue » utilisent une représentation de ces animaux (souvent sous la forme de deux îles, tsurujima et kamejima), symboles de longévité et de félicité.
Les « trois jardins les plus célèbres du Japon », sont dans ce style : Kōraku-en, à Okayama, Kenroku-en, à Kanazawa et Kairaku-en, à Mito.

### Karesansui, le jardin sec

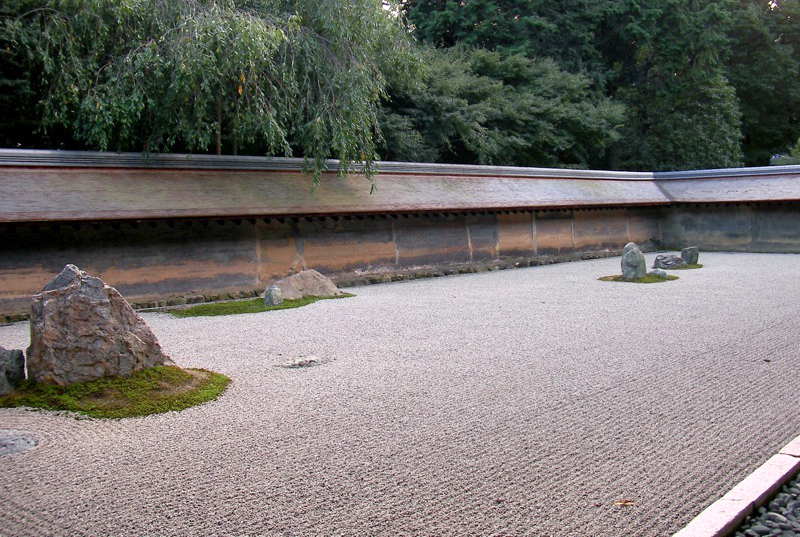
Jardin sec du Ryōan-ji.

Beaucoup de temples zen possèdent un jardin représentant un paysage sec. Dans ces jardins, l'eau est absente, mais elle est évoquée par l'utilisation de gravier. Les rochers choisis pour leur forme intrigante, les mousses et les petits arbustes caractérisent ces jardins.
D'autres jardins utilisent des rochers similaires pour la décoration. Ces rochers peuvent venir de différentes parties éloignées du Japon. En outre, les bambous, les persistants tel que le Pin noir japonais ou des caducs tel que l'érable, poussent sur un tapis de fougères et de mousses.
Exemples de jardins secs, à Kyōto :
- jardin du Ryōan-ji, particulièrement renommé ;
- jardin du Hōjō (quartier réservé aux religieux) du Nanzen-ji ;
- jardin du daisenin, dans le Daitoku-ji.

### Chaniwa, le jardin de thé

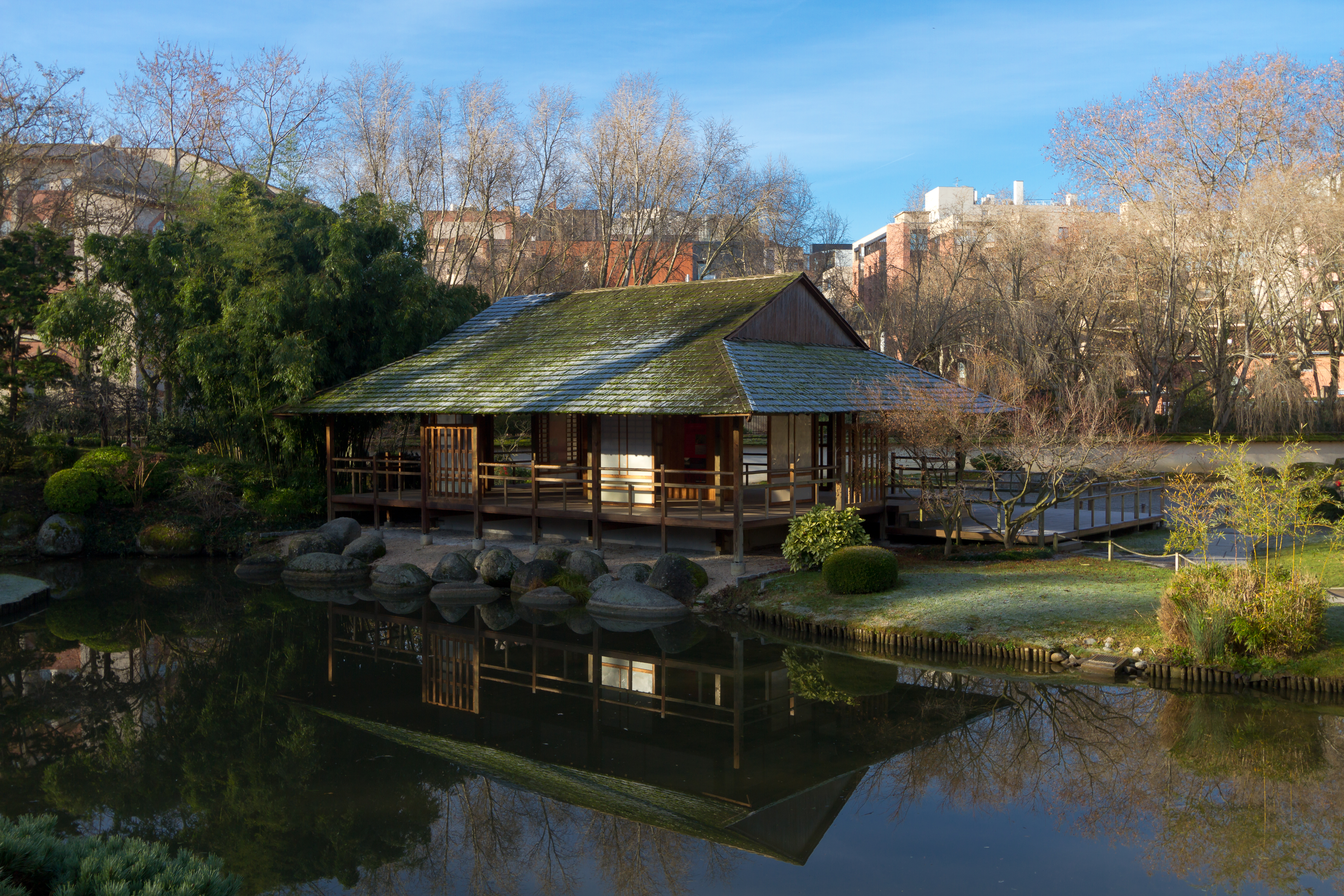
Salon de thé du jardin japonais de Toulouse.

Pendant les époques de Muromachi et de Momoyama se développe la cérémonie du thé, ce qui provoque la construction de nombreuses maisons de thé, de salles de thé et de jardins de thé. On y accède par un « chemin de rosée » (roji), d'où l'autre nom, rojiniwa, donné à ces jardins (sotorojiniwa correspond au « jardin extérieur » qui mène de l'entrée au pavillon d'attente). La conception de ce chemin de pierres obéit à des règles complexes et strictes : il mène aux différents lieux de la cérémonie, qui nécessitent chacun des pierres appropriées pour y arriver, ce qui dicte l'emplacement et l'espacement des autres pierres. Leur forme suggère de plus la marche à suivre : les petites pierres indiquent un chemin à suivre sans s'arrêter, les grandes pierres sont des plates-formes propices à l'observation du jardin. (Sen no Rikyū conseille une proportion de trois cinquièmes pour la marche, et deux cinquièmes pour l'observation.) Sur le chemin, on découvre ainsi quelques lanternes, un bassin d'ablution (tsukubai) et quelques arbres qui forment autant de petites scènes propices au détachement et à la méditation, qui sera poursuivie lors de la cérémonie. Un second jardin est parfois visible depuis la salle de thé elle-même, il est alors très simple et réservé, et doit exprimer les idéaux de wabi-sabi (« rusticité » et « tranquillité »).
Les jardins de thé sont issus des jardins contemplatifs des temples zen, mais on y marche au lieu d'y rester immobile. Historiquement, il s'agit des premiers jardins explicitement conçus pour être vus en marchant.

### Autres styles
Une autre classification utilise les catégories suivantes : 
- chisen-kaiyū-shiki[l 37] (« style à promenade autour d'un étang »), un style importé de Chine comprenant un étang ou lac central, et une colline (ou plusieurs) en arrière-plan, il recoupe largement le style tsukiyama,
- hiraniwa (« jardin plat »), avec un grand espace ouvert devant un temple ou un palais, souvent dans le style karesansui,
- rojiniwa, en plus du jardin de thé, décrit également d'autres jardins étroits élaborés autour d'un passage.

La classification du Tsukiyama Teizōden (1735) utilise deux grandes catégories : tsukiyama et hiraniwa, et les trois styles shin (formel), gyō (mi-formel) et sō (informel).
D'autres types comprennent :
- tsubo-niwa : le jardin-cour intérieure. Les premiers tsuboniwa sont construits par des marchands, dans les interstices entre leur maison et leurs entrepôts. Ils reprennent la plupart des composants du jardin de thé, avec une préférence pour les plantes adaptées à l'ombre. Ce type de jardin est aujourd'hui fréquent dans les espaces restreints, comme les toits ou les terrasses,
- kanshōniwa[l 38] : le jardin de contemplation, conçu pour être vu d'un seul endroit ; comprend en particulier karesansui, le jardin zen,
- funa-asobi : le « jardin-étang », conçu pour être vu depuis un bateau. Les jardins de ce style ancien (époque Heian) ont pratiquement tous disparu. Le jardin qui entoure le Byōdō-in, à Uji, est un des rares exemples ayant survécu,
- shūkeiyen[l 39] : le jardin naturel, organisé autour d'une chute d'eau et d'une pièce d'eau,
- sekitei[l 40] : un très petit jardin de sable et de pierres entouré par une palissade, auquel on accède par une porte ; le terme est parfois utilisé comme synonyme de karesansui.

## Grands jardins du Japon
Les grands jardins du Japon sont ceux qui ont reçu la classification de « site au paysage exceptionnel » ou font partie du domaine impérial.
| Région                                                | Nom                                        | Ville         |
| ----------------------------------------------------- | ------------------------------------------ | ------------- |
| Tohoku                                                | Jardin du Mōtsū-ji                         | Hiraizumi     |
|                                                       | Jardin royal Matsudaira d'Aizu             | Aizuwakamatsu |
| Kantō                                                 | Rikugien                                   | Tokyo         |
| Kantō                                                 | Jardin Hama-Rikyū                          | Tokyo         |
| Chūbu                                                 | Kenrokuen                                  | Kanazawa      |
| Kansai                                                | Jardin du Ginkaku-ji*                      | Kyōto         |
| Kansai                                                | Jardin du château de Nijō*                 | Kyōto         |
| Kansai                                                | Jardin du Rokuon-ji*                       | Kyōto         |
| Kansai                                                | Jardin du Ryōan-ji*                        | Kyōto         |
| Kansai                                                | Jardin du Tenryū-ji*                       | Kyōto         |
| Kansai                                                | Jardin du Sanbōin (Daigo-ji)*              | Kyōto         |
| Kansai                                                | Jardin du Saihō-ji*                        | Kyōto         |
| Kansai                                                | Jardin du Daitoku-ji                       | Kyōto         |
| Kansai                                                | Jardin du Daisen-in (Daitoku-ji)           | Kyōto         |
| Kansai                                                | Jardin de la villa impériale de Katsura    | Kyōto         |
| Kansai                                                | Jardin de la villa impériale du Shugaku-in | Kyōto         |
| Chūgoku                                               | Korakuen                                   | Okayama       |
| Shikoku                                               | Ritsurin-kōen                              | Takamatsu     |
| Îles Ryūkyū                                           | Shikinaen*                                 | Naha          |
| * Jardin figurant sur la liste du patrimoine mondial. |                                            |               |

Les « trois jardins les plus célèbres du Japon » sont Kōraku-en à Okayama, Kenroku-en à Kanazawa et Kairaku-en à Mito.
Enfin, la revue américaine Sukiya Living Magazine donne tous les ans un classement des dix plus beaux jardins japonais. Depuis 2002, le premier du classement est le jardin du Musée d'Art Adachi à Yasugi dans la préfecture de Shimane et le deuxième est le jardin de la villa impériale de Katsura. Les autres jardins régulièrement classés sont Yamamoto-tei dans le quartier de Shibamata à Katsushika à Tokyo, le jardin de Minami-kan à Matsue (Shimane), le jardin du Musée d'Art Gyokudō à Ōme (Tokyo), ou encore le jardin de Yōkō-kan à Fukui,,,,.

## Grands jardins hors du Japon

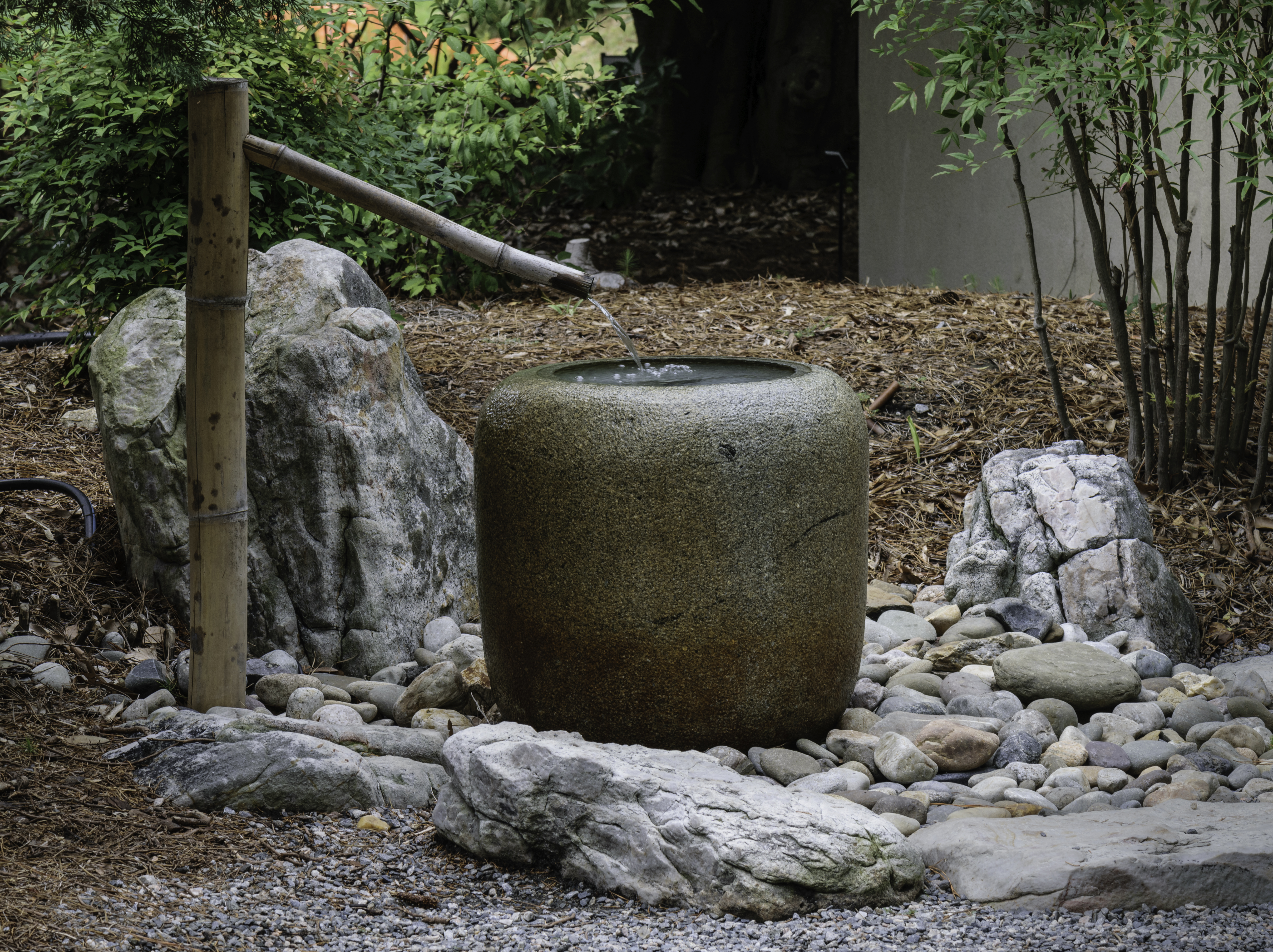
Fontaine avec citerne de pierre dans le jardin japonais du Norfolk Botanical Garden (Norfolk, Virginie).

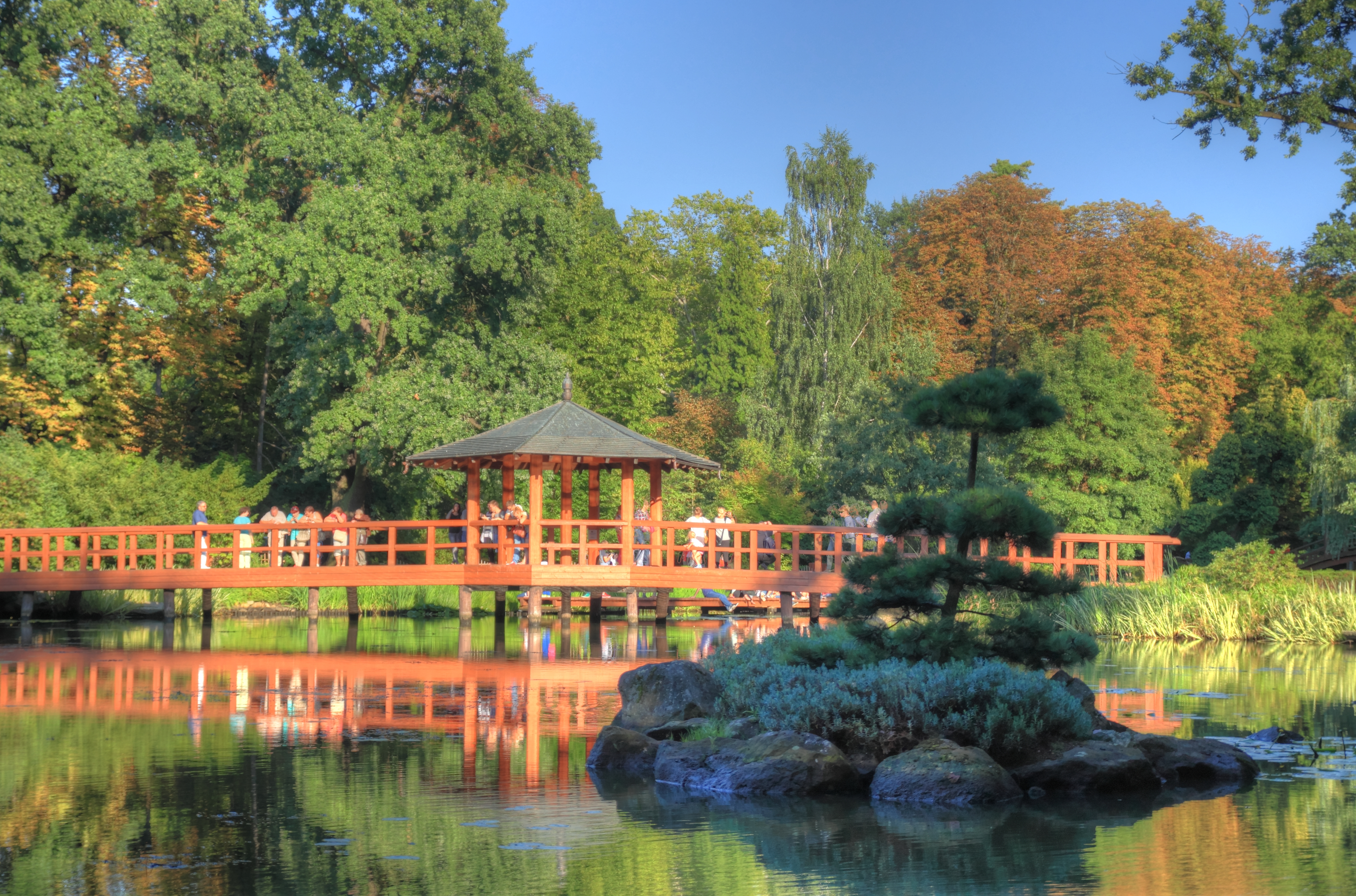
Jardin japonais à Wrocław, 1913.

Pour les Japonais, le jardin japonais dépasse la simple collection d'éléments signifiants essentiels, mais repose sur la compréhension des principes et techniques. Sans cela, les jardins japonais importés en dehors du Japon risquent de conduire à des jardins « japanesques » qui n’auraient de japonais que le seul style.
Parmi les jardins japonais créés en dehors du Japon, on trouve en France le parc oriental de Maulévrier, considéré comme le plus vaste jardin japonais d'Europe, le jardin japonais de Toulouse, et le jardin zen d'Erik Borja dans la Drôme, comprenant plusieurs jardins japonais, dont des jardins secs, un jardin de thé et un jardin de promenade.
En Belgique se trouve le jardin japonais de Hasselt. On trouve également le jardin japonais de La Haye aux Pays-Bas (dans le parc Clingendael), créé par la baronne Marguerite van Brienen (Mademoiselle Daisy) en 1910. Sur le continent américain, le jardin japonais de Buenos Aires est le plus connu mais l'on trouve aussi le jardin botanique de Montréal et Nitobe Memorial Garden au Canada.